# 2007年の日本
2007年の日本（2007ねんのにほん）では、2007年（平成19年）の日本の出来事・流行・世相などについてまとめる。

## 他の紀年法
日本では、西暦の他にも以下の紀年法を使用している。なお、以下の紀年法は西暦と月日が一致している。
- 元号
  - 平成19年
- 神武天皇即位紀元
  - 皇紀2667年
- 干支
  - 丁亥（ひのと い）

## カレンダー
| 1月 |    |    |    |    |    |    |
| 日  | 月 | 火 | 水 | 木 | 金 | 土 |
|     | 1  | 2  | 3  | 4  | 5  | 6  |
| 7   | 8  | 9  | 10 | 11 | 12 | 13 |
| 14  | 15 | 16 | 17 | 18 | 19 | 20 |
| 21  | 22 | 23 | 24 | 25 | 26 | 27 |
| 28  | 29 | 30 | 31 |    |    |    |
|     |    |    |    |    |    |    |

| 2月 |    |    |    |    |    |    |
| 日  | 月 | 火 | 水 | 木 | 金 | 土 |
|     |    |    |    | 1  | 2  | 3  |
| 4   | 5  | 6  | 7  | 8  | 9  | 10 |
| 11  | 12 | 13 | 14 | 15 | 16 | 17 |
| 18  | 19 | 20 | 21 | 22 | 23 | 24 |
| 25  | 26 | 27 | 28 |    |    |    |
|     |    |    |    |    |    |    |

| 3月 |    |    |    |    |    |    |
| 日  | 月 | 火 | 水 | 木 | 金 | 土 |
|     |    |    |    | 1  | 2  | 3  |
| 4   | 5  | 6  | 7  | 8  | 9  | 10 |
| 11  | 12 | 13 | 14 | 15 | 16 | 17 |
| 18  | 19 | 20 | 21 | 22 | 23 | 24 |
| 25  | 26 | 27 | 28 | 29 | 30 | 31 |
|     |    |    |    |    |    |    |

| 4月 |    |    |    |    |    |    |
| 日  | 月 | 火 | 水 | 木 | 金 | 土 |
| 1   | 2  | 3  | 4  | 5  | 6  | 7  |
| 8   | 9  | 10 | 11 | 12 | 13 | 14 |
| 15  | 16 | 17 | 18 | 19 | 20 | 21 |
| 22  | 23 | 24 | 25 | 26 | 27 | 28 |
| 29  | 30 |    |    |    |    |    |
|     |    |    |    |    |    |    |

| 5月 |    |    |    |    |    |    |
| 日  | 月 | 火 | 水 | 木 | 金 | 土 |
|     |    | 1  | 2  | 3  | 4  | 5  |
| 6   | 7  | 8  | 9  | 10 | 11 | 12 |
| 13  | 14 | 15 | 16 | 17 | 18 | 19 |
| 20  | 21 | 22 | 23 | 24 | 25 | 26 |
| 27  | 28 | 29 | 30 | 31 |    |    |
|     |    |    |    |    |    |    |

| 6月 |    |    |    |    |    |    |
| 日  | 月 | 火 | 水 | 木 | 金 | 土 |
|     |    |    |    |    | 1  | 2  |
| 3   | 4  | 5  | 6  | 7  | 8  | 9  |
| 10  | 11 | 12 | 13 | 14 | 15 | 16 |
| 17  | 18 | 19 | 20 | 21 | 22 | 23 |
| 24  | 25 | 26 | 27 | 28 | 29 | 30 |
|     |    |    |    |    |    |    |

| 7月 |    |    |    |    |    |    |
| 日  | 月 | 火 | 水 | 木 | 金 | 土 |
| 1   | 2  | 3  | 4  | 5  | 6  | 7  |
| 8   | 9  | 10 | 11 | 12 | 13 | 14 |
| 15  | 16 | 17 | 18 | 19 | 20 | 21 |
| 22  | 23 | 24 | 25 | 26 | 27 | 28 |
| 29  | 30 | 31 |    |    |    |    |
|     |    |    |    |    |    |    |

| 8月 |    |    |    |    |    |    |
| 日  | 月 | 火 | 水 | 木 | 金 | 土 |
|     |    |    | 1  | 2  | 3  | 4  |
| 5   | 6  | 7  | 8  | 9  | 10 | 11 |
| 12  | 13 | 14 | 15 | 16 | 17 | 18 |
| 19  | 20 | 21 | 22 | 23 | 24 | 25 |
| 26  | 27 | 28 | 29 | 30 | 31 |    |
|     |    |    |    |    |    |    |

| 9月 |    |    |    |    |    |    |
| 日  | 月 | 火 | 水 | 木 | 金 | 土 |
|     |    |    |    |    |    | 1  |
| 2   | 3  | 4  | 5  | 6  | 7  | 8  |
| 9   | 10 | 11 | 12 | 13 | 14 | 15 |
| 16  | 17 | 18 | 19 | 20 | 21 | 22 |
| 23  | 24 | 25 | 26 | 27 | 28 | 29 |
| 30  |    |    |    |    |    |    |
|     |    |    |    |    |    |    |

| 10月 |    |    |    |    |    |    |
| 日   | 月 | 火 | 水 | 木 | 金 | 土 |
|      | 1  | 2  | 3  | 4  | 5  | 6  |
| 7    | 8  | 9  | 10 | 11 | 12 | 13 |
| 14   | 15 | 16 | 17 | 18 | 19 | 20 |
| 21   | 22 | 23 | 24 | 25 | 26 | 27 |
| 28   | 29 | 30 | 31 |    |    |    |
|      |    |    |    |    |    |    |

| 11月 |    |    |    |    |    |    |
| 日   | 月 | 火 | 水 | 木 | 金 | 土 |
|      |    |    |    | 1  | 2  | 3  |
| 4    | 5  | 6  | 7  | 8  | 9  | 10 |
| 11   | 12 | 13 | 14 | 15 | 16 | 17 |
| 18   | 19 | 20 | 21 | 22 | 23 | 24 |
| 25   | 26 | 27 | 28 | 29 | 30 |    |
|      |    |    |    |    |    |    |

| 12月 |    |    |    |    |    |    |
| 日   | 月 | 火 | 水 | 木 | 金 | 土 |
|      |    |    |    |    |    | 1  |
| 2    | 3  | 4  | 5  | 6  | 7  | 8  |
| 9    | 10 | 11 | 12 | 13 | 14 | 15 |
| 16   | 17 | 18 | 19 | 20 | 21 | 22 |
| 23   | 24 | 25 | 26 | 27 | 28 | 29 |
| 30   | 31 |    |    |    |    |    |
|      |    |    |    |    |    |    |

## 在職者
- 天皇: 明仁
- 内閣総理大臣: 安倍晋三（自由民主党）、9月26日より福田康夫（自由民主党）
- 内閣官房長官: 塩崎恭久（自由民主党）、8月27日より与謝野馨、9月26日より町村信孝（自由民主党）
- 最高裁判所長官: 島田仁郎
- 衆議院議長: 河野洋平（自由民主党）
- 参議院議長: 7月28日まで扇千景（自由民主党）、8月7日より江田五月(民主党)
- 国会: 第166回 (常会, 1月25日-7月5日）、第167回 (臨時会, 8月7日-8月10日)、第168回 (臨時会, 9月10日-2008年1月15日)

## 世相
- 10代から20代を中心としたケータイ小説ブームにより、文芸書の年間ベストセラーランキング（トーハン調べ）でトップ3をケータイ小説書籍が独占した。

### 2007年の流行語
「(宮崎を) どげんかせんといかん」（東国原英夫）、「ハニカミ王子」（石川遼）が新語・流行語大賞の年間大賞を受賞した（その他の受賞語は後節「#流行語」も参照）。

### 2007年の漢字
「偽」・・・食品表示偽装や年金記録問題、テレビ番組の捏造などが発覚したことから。

### 周年
- 五十円白銅貨（現行の五十円硬貨）発行から40周年[注 1]
- 百円硬貨誕生及び発行から50周年[注 2]
- 国鉄分割民営化20周年
- 神戸連続児童殺傷事件から10年
- 1月2日 - ナホトカ号重油流出事故から10年
- 1月10日 - 東京国際フォーラム開館10周年
- 2月14日 - 東村山警察署旭が丘派出所警察官殺害事件から15年
- 2月20日 - 飯塚事件から15年
- 2月28日 - 無双シリーズ発売から10周年[注 3]。
- 3月11日 - 動燃東海事業所火災爆発事故から10年
- 3月19日 - 東電OL殺人事件から10年
- 3月25日 - ハウステンボス開業15周年。
- 3月29日 - 福山市独居老婦人殺害事件から15年
- 4月1日
  - JRグループ発足20周年
  - 仮面ライダーシリーズ放送開始から35年
- 4月13日 - アニメ『クレヨンしんちゃん』放送開始15周年
- 4月15日 - 月刊コロコロコミック創刊30周年
- 4月27日 - 星のカービィ15周年。
- 5月3日
  - 日本国憲法施行60周年
  - 朝日新聞阪神支局襲撃事件から20年
- 5月4日 - 奈良県月ヶ瀬村女子中学生殺害事件から10年
- 5月15日 - 沖縄返還35周年
- 7月15日 - 仙台市地下鉄開業20周年
- 7月24日 - 四日市ぜんそく患者の四日市公害裁判勝訴35周年
- 8月29日 - 大阪市営地下鉄長堀鶴見緑地線の全線開業から10年
- 9月14日 - モーニング娘。結成10周年
- 9月17日 - 日朝首脳会談から5年。
- 9月21日 - 日中国交正常化35周年
- 9月27日 - 若戸大橋開通45周年
- 10月2日 - オールナイトニッポン放送開始40周年
- 10月20日 - 国立市主婦殺害事件から15年。
- 10月28日 - 日本に初めてジャイアントパンダが来園（上野動物園）してから35周年
- 11月17日 - 北海道拓殖銀行の破綻から10年
- 11月22日 - 山一證券破綻から10年
- 12月11日 - 京都議定書の採択から10年
- 12月16日 - ポケモンショックから10年
- 12月18日
  - 東京湾アクアライン開通10周年
  - ファイナルファンタジーシリーズ発売開始20周年
- 12月20日 - 首都高速道路の最初の区間が開通してから45周年

## できごと

### 1月
- 1月1日
  - 熊本城築城400年祭開幕（2008年5月まで）。
  - 富士山の山梨県側で初日の出登山客の滑落事故が相次ぎ、1名死亡、2名けが。浅間山でも1名が死亡。
- 1月2日
  - 警察庁のまとめで、2006年の交通事故死亡者数が6352人と、1955年以来51年ぶりに6000人台前半となったことが判明。
- 1月3日
  - 奈良県桜井市の大和玉仙閣美術館で、円山応挙、横山大観らの掛け軸など23点、総額約1億5300万円相当の作品が盗難。
  - 久間章生防衛庁長官、防衛施設庁を今年9月1日付で廃止する方針を表明。
  - 東京都渋谷区の歯科医師宅で、同宅の長女のバラバラ遺体を両親が発見。翌日、被害者の兄の次男を死体損壊容疑で逮捕。
  - 岡山県倉敷市で、4歳の幼稚園児が大量の水と七味唐辛子の誤飲により窒息死。翌日、児童の母親を暴行（児童虐待）容疑で逮捕。
  - 第83回箱根駅伝で順天堂大学が、6年ぶり11回目の総合優勝。
- 1月4日
  - 安倍晋三内閣総理大臣、年頭記者会見で、憲法改正を7月に行われる第21回参議院議員通常選挙の争点とする意図を表明。衆参同日選挙の可能性については否定。
  - 東京都・埼玉県・茨城県・兵庫県・島根県の1都4県で、試験的にICカード免許証の発行開始。
  - 金融機関で、テロ対策のため10万円を超える額の振込について現金自動預け払い機(ATM)による振込を禁止、窓口での本人確認を義務付ける措置、この日より施行。
- 1月5日
  - 金融庁、虚偽の有価証券報告書を作成した日興コーディアルグループに対し、証券取引法に基づく5億円の課徴金納付命令。
  - 国立がんセンター研究所と国立国際医療センターの研究チーム、人体の皮下脂肪を利用した肝臓細胞の作成に成功。
  - 福岡市、2006年8月に行われた小学校教員採用試験2次試験の問題が漏洩していたことを公表。

- 1月6日

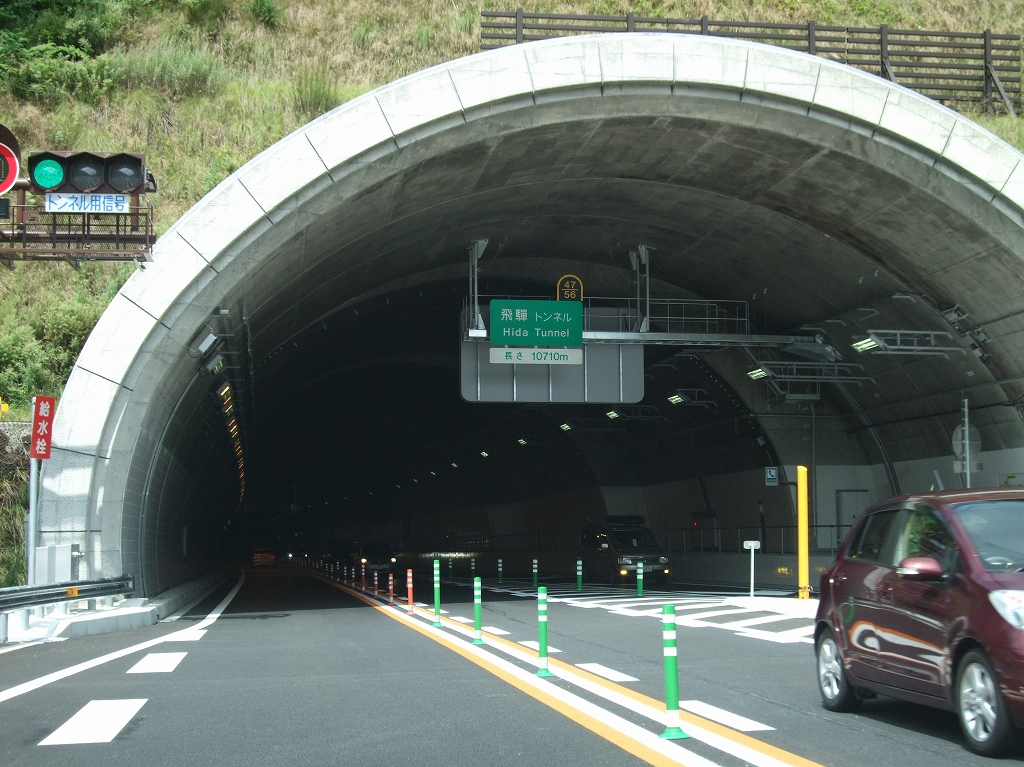
飛驒トンネル

  - ミスタードーナツ、福岡県朝倉市と大阪市で発売した商品「もちもちくるみ」に、異物が混入していたことを発表。翌日、調査により異物が小石であったことが判明。同月13日、同商品の発売を一時停止すると発表[1]。
  - 東海北陸自動車道の飛驒トンネル（延長10,712m）が貫通。国内の道路トンネルでは、関越自動車道関越トンネルに次ぐ長さ。
  - 秋田空港で、韓国・仁川国際空港発同空港行の大韓航空769便が誤って誘導路に着陸。乗客乗員計133名にけが人はなし。
- 1月7日
  - 日本の日本海上で急速に発達した低気圧の影響で全国的に強風、日本海側を中心に大雪。この影響で、船舶2隻が座礁、中部国際空港などで多数の航空便が欠航するなど交通機関が混乱。新潟県湯沢町のガーラ湯沢スキー場で、強風のためゴンドラが6時間にわたり運行中止、約2700名が下山できなくなったほか、長野県の山中で9名が遭難、翌日救助。
  - JR石勝線トマム駅 - 新得駅間で、17両編成の貨物列車が脱線、列車は脱線箇所から約3km先の新狩勝トンネル内で停止。両駅間と、新狩勝トンネルを共有する根室本線の新得駅 - 富良野駅間が不通。1月9日に全面復旧。同日、国土交通省航空・鉄道事故調査委員会が、雪に乗り上げたことが脱線の原因との見解を発表。
  - プロ野球オリックス・バファローズの選手が、大阪市内で無免許運転でひき逃げ事件を起こし逮捕[2]。2002年に道路交通法違反により免許取り消しとなった後5年間無免許状態で運転を続けた悪質なもので、球団は18日、この選手を解雇（5月7日、懲役2年、執行猶予4年の判決が下る）。
- 1月8日
  - 横浜市旭区の路上で、男が包丁を振り回し、取り押さえようとした神奈川県旭警察署の署員3名が重軽傷。犯人の男は逮捕直後に体調が悪化、1時間後に死亡。
  - 大阪府池田警察署は、2006年11月、「2ちゃんねる」に「池田小学校に乱入し危害を加える」などと書き込み、大阪教育大学附属池田小学校などの校外活動を中止させた威力業務妨害容疑で、北九州市若松区の男を逮捕。男は2005年にも同様の手口でJR新宿駅に対する爆破予告をし、昨年執行猶予判決を受けていた。
  - 九州大学大学院医学研究院と東京大学医科学研究所の研究グループ、脳梗塞の発症率に最大2.8倍の差を生じさせる遺伝子の発見を発表。

- 1月9日

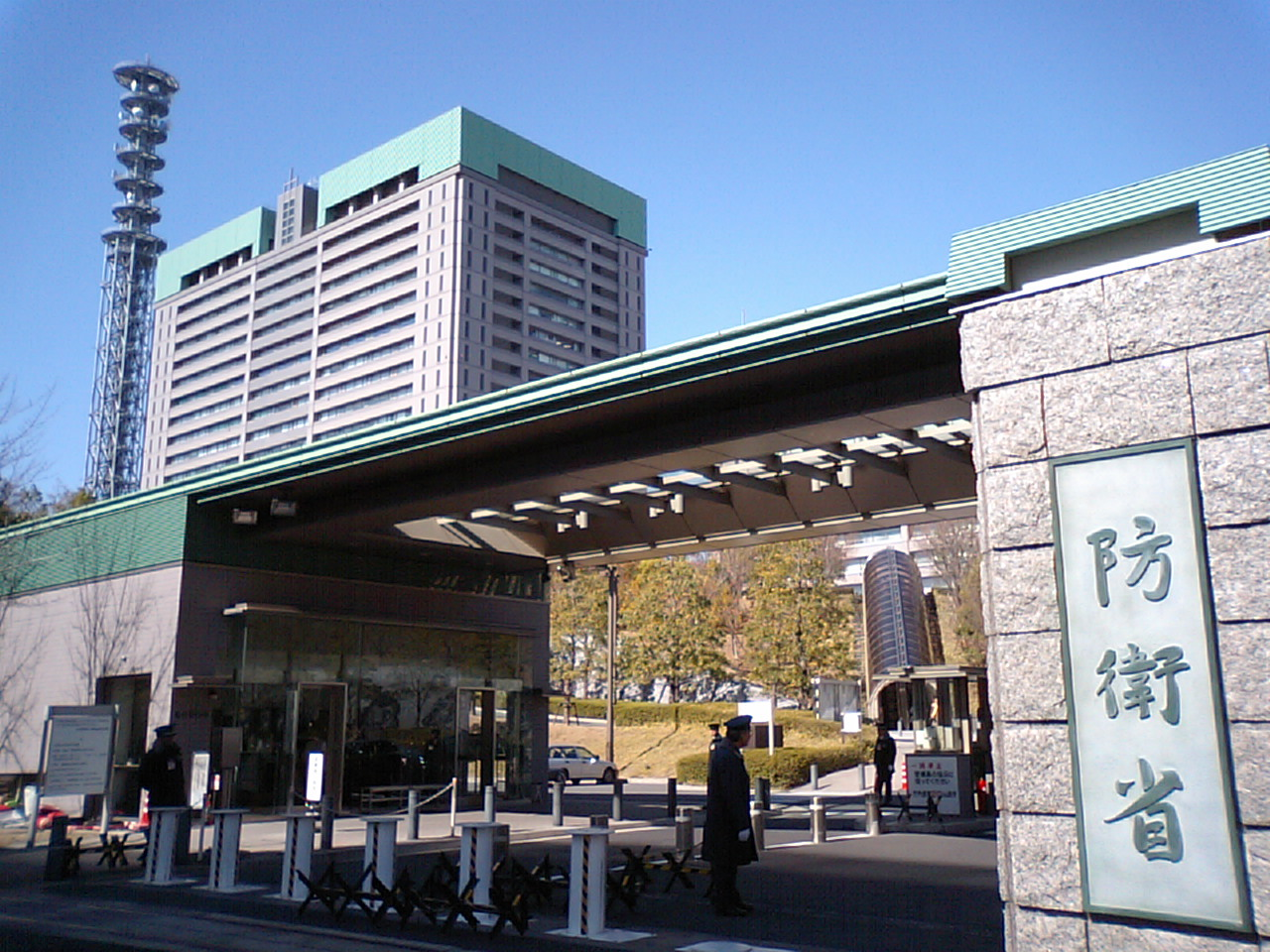
防衛省

  - 防衛庁が省に昇格し、防衛省発足。同時に久間章生防衛庁長官が初代防衛大臣に就任。
  - 山崎拓元自由民主党副総裁、午前中に中国訪問、武大偉外務次官と会談の後、北朝鮮訪問、13日まで滞在。塩崎恭久官房長官をはじめ官邸筋は山崎の訪朝に対し不快感を表明。
  - 政府、中小企業金融公庫の新総裁に安居祥策帝人相談役の任命を決定。
  - 2004年4月、東京都品川区で発生した殺人事件で、警視庁は日韓犯罪人引き渡し条約に基づき韓国当局から身柄を引き受けた被疑者を逮捕。
  - ペルシャ湾のホルムズ海峡付近で、アメリカ合衆国海軍の原子力潜水艦「ニューポート・ニューズ」と、日本の川崎汽船所属のタンカー「最上川」が衝突。けが人などはなし。
- 1月10日
  - みずほ証券と新光証券、2008年1月1日付での合併を発表。
  - 警視庁、被害総額約4億円に上るレンタル絵画詐欺事件で、指定暴力団山口組系後藤組幹部ら7名を逮捕。
  - 兵庫県警察、朝鮮総連系の団体、在日本朝鮮兵庫県商工会の阪神経理室長を、無資格で法人税の税務書類を作成した税理士法違反容疑で逮捕。
  - 2006年12月、東京都新宿・池袋で男性の切断遺体が発見された事件で、この日町田市で遺体の頭部を発見。男性の妻を死体遺棄容疑で逮捕。
  - 大阪府、裏金問題で、裏金を流用または着服した職員4名を懲戒免職。
  - 不二家、シュークリームの製造過程で消費期限切れの牛乳を使用していたことが発覚した問題で、シュークリーム以外にもアップルパイ用のりんご加工品についても消費期限切れの材料を使用していたほか、プリンの消費期限を規定より1日長く表示したこと、基準値以上の細菌が検出された製品を出荷したことなども発覚。同社は洋菓子を製造する5工場の操業と全国約890店舗での洋菓子販売をこの日から一時停止。
  - 神奈川県警察公安第一課、大学生に入会を強要した容疑で宗教法人顕正会の会員3人を逮捕、組織的に強引な勧誘をしていた容疑でさいたま市大宮区にある同会本部などを家宅捜索。
  - 茨城県坂東市の川の土手で、男性の上半身の遺体が発見される（24日、石岡市の筑波山中腹の山林で切断された下半身の遺体を発見。翌日DNA型鑑定で同一人物の遺体と判明）。
- 1月12日
  - 農林水産省、宮崎県清武町の養鶏場で約750羽のニワトリが急死、鳥インフルエンザの疑いが強まったため、各都道府県に全養鶏場の緊急立ち入り調査を要請。翌日、H5型の高病原性トリインフルエンザが原因と発表。
  - 人材派遣会社フルキャストが、宮城県で、労働者派遣法で禁じられた警備業務へのアルバイト派遣を行ったとして、宮城県警察が同社本社および宮城県内の2支店を家宅捜索。
  - 日本郵政公社、1月4日 - 10日の間に郵便貯金の自動引き落としシステムにトラブル発生、全国で1万691件分の自動引き落としができなかったことを発表。
  - 2003年、大阪府八尾市で、ヤミ金融による取り立てを苦に3人が自殺した事件で、恐喝および出資の受入れ、預り金及び金利等の取締りに関する法律（出資法）違反で逮捕された元従業員4人のうち3人に懲役4年と罰金50万円、犯行当時19歳だった1人に懲役3年と罰金30万円の有罪判決。
  - 北海道の「北洋銀行」と「札幌銀行」、2008年10月に合併、合併後の行名は「北洋銀行」とすることを発表。

- 1月13日

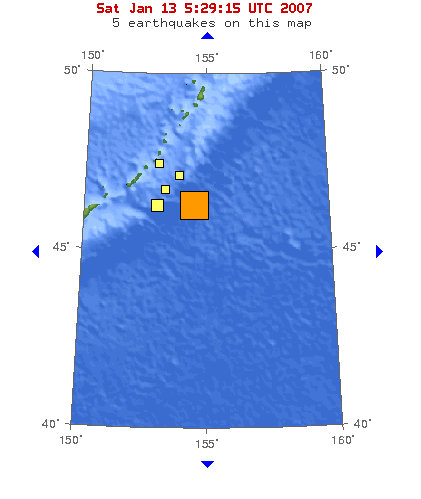
千島列島沖地震

  - 13時24分頃、千島列島東方の千島海溝付近で、マグニチュード (M) 8.2と推定される大地震発生。気象庁は同13時36分、北海道太平洋沿岸東部とオホーツク海沿岸に津波警報を発表し、住民に避難を呼びかけたほか、北海道から関東、東海、和歌山県までの太平洋沿岸や小笠原諸島にも津波注意報が出された。
- 1月14日
  - 赤十字、従来の赤十字と、中東などイスラム諸国で使用されている赤い三日月のマークに加え、赤いひし形のマークの使用を開始。
  - 福岡県行橋警察署、1月11日に行橋市内の空地のドラム缶から生後間もない男児の遺体が発見された事件で、北九州市小倉南区の22歳の母親を死体遺棄の容疑で逮捕。
  - 安倍晋三内閣総理大臣、フィリピンセブ島のホテルで、日中韓首脳会談に出席。北朝鮮の核兵器放棄を求める共同声明を発表。
- 1月15日
  - 愛知県岡崎市で2006年に発生したホームレス連続襲撃事件で、名古屋家庭裁判所は主犯の当時13歳の少年を少年院送致、4年程度の収監を相当とする判決。
  - 京都市左京区の路上で、近所に住む京都精華大学マンガ学部の20歳の学生が十数か所を滅多刺しされ死亡。
  - コンピューターメーカー18社、Microsoft Windows Vista対応機種を発表。
  - 動画共有サイト「ニコニコ動画」がサービス開始。
- 1月16日
  - 公正取引委員会、2004年から2005年にかけ発生した、汚泥処理施設建設工事をめぐる談合事件で、クボタ、アタカ大機など7社に対し総額約20億7000万円の課徴金納付を命令。
  - 千葉県警察、2006年7月から8月にかけ、中国・黒竜江省にある施設を利用し約54億通に及ぶ迷惑メールを送った迷惑メール防止法違反容疑で、東京都豊島区の出会い系サイト運営会社の社長ら4名を逮捕。
- 1月17日
  - 愛知県警察、粉飾決済を行った証券取引法違反容疑で、愛知県小坂井町の中堅醤油メーカー「サンビシ」の前社長と元常務を逮捕。
  - 宇都宮地方裁判所、2004年に栃木県下野市で発生した現金約5億4000万円強奪事件の犯人の一人の中国籍の男に対し、自首による事件解決を酌量し懲役11年の有罪判決。
  - 大阪府八尾市の歩道橋で、通りがかりの3歳の男児が同市在住の障害者作業所勤務の41歳の男に投げ落とされ重傷。
- 1月18日
  - 茨城県土浦市荒川沖で、ガス工事会社が電話ケーブルを誤って切断。土浦市はじめ、つくば市・牛久市・阿見町の一部地域で、NTT東日本の電話や、KDDIの「メタルプラス電話」1300回線が不通に。
  - 三菱ふそうトラック・バス、大型トラック用部品「ハブ」の強度不足が判明したとして、8車種の約5万6000台をリコール。うち約1万3000台は、2004年にリコール対象となった車の再リコールとなったため、調査報告書を提出するために国土交通省を訪問した同社副社長が謝罪。
  - 千葉県警察、韓国のキリスト教系宗教団体「摂理」の幹部の女が、不正に在留資格を入手し布教活動を行った入管難民法違反容疑で、千葉市中央区と習志野市内の同教団施設などを家宅捜索。
  - ブラジル・サンパウロ州検察庁、1999年7月に静岡県浜松市で当時16歳の女子高生をひき逃げし死亡させ、そのままブラジルに帰国していた、31歳の日系ブラジル人容疑者を逮捕、起訴。日本で犯罪を犯したブラジル人が代理処罰のかたちで起訴されるのは初めて。
- 1月19日
  - 北海道北見市で埋設後40年以上経過したガス管に亀裂が発生し都市ガスが漏洩。一酸化炭素中毒により住民3人が死亡、8人が重症となった。北見市は緊急対策本部を設置し一時周辺住民77世帯178人に避難勧告。
  - 文部科学省、児童・生徒の問題に関する全国調査で用いるいじめの定義を見直すことを決定。新たないじめの定義を、「一定の人間関係のある者から、心理的、物理的な攻撃を受けたことにより、精神的な苦痛を感じているもの」とした。
  - 富山県警察、2002年に婦女暴行の容疑で逮捕、懲役3年の判決を受けすでに服役後仮釈放となっていた氷見市の男性が無実であり、誤認逮捕であったことを発表、男性の親族に謝罪（1月26日、長勢甚遠法務大臣が記者会見でこの件に関して公式謝罪）。
- 1月20日
  - 大学入試センター試験初日の外国語リスニングテストで、前年に引き続く機器のトラブルにより、全国227大学で394人が再テストの対象となったことと、滋賀県の試験会場で試験監督者のミスにより試験時間を1分程度早く終了し、45名が再試験の対象となったことが判明。
  - 関西テレビ放送、1月7日放送の「発掘!あるある大事典II」で放送した納豆ダイエットの内容において、治験データの捏造や画像の人物とは異なる識者のコメントを放送するなどの行為があったことを記者会見で発表。同不祥事により1月23日、この番組の打ち切りを発表。
  - 兵庫県宝塚市のカラオケボックスで、火にかけたままの天ぷら鍋から出火、店舗に延焼し、客の高校生ら3人が死亡。失火の原因を作った業務上過失致死および業務上失火の容疑で35歳のアルバイト店員の女を逮捕。無許可でカラオケボックスを営業していた経営者の立件も検討。
  - 京都市南区の菓子メーカー「おあたべ」が製造し、ユニバーサル・スタジオ・ジャパンで販売したチョコレートなどに賞味期限切れの材料が使われていたことが判明。同社は製品を自主回収。翌日、福井県が、対象製品を製造していた同県若狭町の工場を立ち入り調査。
- 1月21日
  - 大分県警察、ごみ収集業務に絡む収賄容疑で、国東市の市長を逮捕。
  - さいたま市北区のJR川越線で、警報機付踏切に進入した乗用車と快速列車が衝突、乗用車を運転していた20代の女性が死亡。事故の影響により、同線大宮 - 川越駅間が終日運休。大学入試センター試験受験者などにも影響。
  - 宮崎県知事選挙で元タレントのそのまんま東が初当選。当選後の記者会見で、今後の政治活動は本名の東国原英夫名義で行うことを表明。
  - 東京都港区に、日本国内では最大級の美術館となる国立新美術館が開館。
- 1月22日
  - 名古屋地検特捜部、名古屋市営地下鉄延伸工事受注における談合疑惑で、大林組、鹿島、清水建設のゼネコン3社の東京都内にある本社を家宅捜索。
  - 不二家、臨時取締役会で、辞任の意向を示していた藤井林太郎社長の後任として、桜井康文取締役の社長就任を決定。創業家出身者以外で同社の社長となるのは桜井新社長が初。
  - 総務省、番組内容捏造問題について関西テレビから事情聴取。菅義偉総務大臣が「極めて遺憾」と不快感を表明。同省は番組内容に放送法違反がなかったかどうかさらに調査。
  - ノンフィクション作家溝口敦の長男が、暴力団山口組系山健組元組員に襲撃された事件に関し、実行犯の元組員および組長ら5人に対する総額約7200万円の損害賠償訴訟を東京地裁に提訴。
  - 神戸市で、世界の5つのマグロ資源管理機関に所属する77の国・地域、および国連食糧農業機関(FAO)、世界自然保護基金(WWF)関係者が出席し、クロマグロ、ミナミマグロ、メバチマグロなどの乱獲防止、資源保護策について話し合う初の会合を開催。26日に行動方針を採択し閉幕。
- 1月23日
  - 大津地方裁判所、2005年に滋賀県大津市などで発生した連続放火事件の裁判で、犯人で元NHK大津放送局記者の男に対し、心神耗弱を認めつつも未必の故意はあったとし懲役7年の実刑判決。
  - 大阪高等裁判所、大阪市北区の公園でテント生活をするホームレス男性からの転居届受理拒否に関する裁判で、公園を住居と認め転居届を受け入れるよう求めた1審の大阪地方裁判所判決を取り消し、男性の訴えを棄却。
  - 警視庁交通捜査課、いすゞ自動車の子会社が、大型観光バスの車検を不正取得していた道路運送車両法違反容疑で、同社本社幹部ら13人を書類送検。国土交通省、1月31日付で同社に業務改善命令。
  - 仙台市宮城野区の保健所で、エイズウイルス抗体検査を受け陽性だった男性に対し、誤って陰性と通知したことが判明。
  - 宮崎県日向市の養鶏場で、約570羽のニワトリが死亡。簡易検査で1羽が陽性、4羽が擬陽性だったため、約60km離れた清武町での事例に続く同県内2件目のトリインフルエンザの発生が疑われるとして、半径10km以内の養鶏場に移動自粛を要請。翌日、東国原英夫宮崎県知事が現地視察、風評被害対策に万全を期すことを表明。環境省と宮崎県が感染源特定のため野鳥を調査。
  - ユニリーバ・ジャパン、同社が販売するマーガリン「ラーマ」に、クロムメッキ片が混入していたため、出荷済みの同製品約86万個を自主回収することを発表。
- 1月24日
  - 厚生労働省、スリランカから一時帰国していた30代の日本人女性が、アジアの熱帯地域で蚊を媒介し感染するチクングニヤ熱に感染していたことを発表。国内での同病感染者の確認は初。女性は既にスリランカに出国済。
  - 北海道教職員組合が、滝川市で起きた小学6年生女児のいじめ自殺事件をきっかけに道教育委員会が2006年12月に行った実態調査に協力しないよう、道内全21支部に文書で通達を出していたことが判明。
  - 安倍晋三内閣総理大臣、首相官邸に中馬弘毅自由民主党行政改革推進本部長を呼び、省庁再々編の検討を指示。自民党行革推進本部内への中央省庁改革委員会の設置も了承。
  - 文部科学省による全国調査で、給食費を滞納している小中学校の児童・生徒が、全体の約1%にあたる9万8993人、滞納総額は約22億3000万円に上ることが判明。未納者の6割は「保護者の責任感や規範意識の問題」とする報告も。
  - 外国人研修・技能実習制度を悪用し、インドネシア人を不法に働かせていた岡山市のブローカーの男と、不法入国のインドネシア人5人を、入管難民法違反容疑で逮捕。
- 1月25日
  - 京都市のAPAホテル系ホテル2軒について、建築士による構造計算書の偽造による耐震強度不足が判明したため、京都市が両ホテルの使用禁止を勧告。国土交通省、両ホテルの設計を担当した富山市の建築士事務所が設計を担当した他の物件についても同様の事例がないか、15都道府県の関係自治体に対し緊急調査を要請。
  - 第166回通常国会召集。6月23日まで150日間の会期予定。参議院本会議で国民投票法案を審議する憲法調査特別委員会の設置を可決。
  - 日本野球会議、日本代表編成委員会で、北京オリンピックの野球日本代表監督に、阪神タイガースシニアディレクターの星野仙一の起用を決定。
- 1月26日
  - 総務省、2006年の消費者物価指数を発表。対前年100.1となり、1998年以来8年ぶりに対前年増。
  - 京都地方裁判所、昨年10月、長岡京市で3歳の息子を餓死させた父親に懲役5年6か月、犯行を主導した内縁の妻に対し同6年の実刑判決。
  - 警視庁少年事件課、「関ジャニ∞」メンバーを装い、同級生に脅迫メールを1700回以上送信、91万円を恐喝した練馬区の16歳の女子高生を逮捕。
  - 角田義一参議院副議長、2001年の参議院議員通常選挙の際に多額の政治献金を政治資金収支報告書に記載していなかった疑惑を受け、扇千景参議院議長に副議長の辞表を提出。記者会見で議員辞職については否定。
- 1月27日
  - 金融庁、三菱東京UFJ銀行の旧三和銀行時代の支店が財団法人飛鳥会の元理事長による横領に関与した問題につき、2月を目処に一部業務停止命令などの処分を課す方針を決定。
  - 警視庁、2005年11月に東京都港区で発生したパロマ工業製湯沸機による一酸化炭素中毒死亡事故について、業務上過失致死容疑で同社の東京都港区内の支社と親会社パロマの名古屋市にある本社などを家宅捜索。
  - ホテルメトロポリタンの長野県と秋田県のホテルで、賞味期限切れの冷凍食品や調味料を使用していたことが判明。健康被害はなし。
  - 九州大学芸術工学部の教授が出版した書籍が、イギリスで出版された書籍からの盗作を指摘され、同大学が調査委員会を設置し調査していることが判明。また九州芸術工科大学当時の2000年から3年間、同教授が専門書を無断でコピーし、学生に購入させていた事実も判明。
  - 柳沢伯夫厚生労働大臣、島根県松江市での同県議講演会の集会の席で、「女性は産む機械」と発言。野党は大臣辞任を要求、国会で審議拒否。
- 1月28日
  - 大阪府警察、排気ガス規制逃れのためトラックの使用本拠地を虚偽登録した電磁的公正証書原本不実記録の容疑で、朝鮮総連大津支部委員長らを逮捕、同支部など関係先を家宅捜索。
- 1月29日
  - 福岡県瀬高町・山川町・高田町の3町が合併し、みやま市が発足。
  - 政府、ユネスコに提出する世界遺産暫定リストに、自然遺産として小笠原諸島、文化遺産として富士山、群馬県の富岡製糸場と絹産業遺産群、奈良県の飛鳥・藤原の宮都とその関連資産群、長崎の教会群とキリスト教関連遺産の4か所の計5か所を掲載することを決定。
  - 神奈川県警察外事課、無許可で人材派遣業を営んでいた、朝鮮総連関連団体「在日本朝鮮人科学技術協会」元幹部の男を労働者派遣法容疑で逮捕。県警は、人材派遣会社経営がミサイル技術を北朝鮮へ伝えるためであった可能性があるとして調査。
  - 農林水産省と岡山県、高梁市で発生したニワトリ大量死の原因も、H5型の高病原性トリインフルエンザであったと発表。
  - バンダイ、同社のゲーム商品「レッツ TVプレイ」シリーズの一部で電源コードが異常加熱するトラブルが発生したため、商品約17万4000個の回収を発表。
  - 福岡県福智町在住の皆川ヨ子がこの日をもって世界最高齢の人物となる（アメリカ合衆国コネチカット州在住のエマ・ティルマンが現地時間1月28日 （EST） に亡くなったため）。
- 1月30日
  - 奈良県上北山村の国道169号伯母峰バイパスで、1月18日、21日にがけ崩れが発生していた箇所付近で3度目のがけ崩れ発生、防護壁を突き破り乗用車が巻き込まれ3名死亡。奈良県警察は道路管理者の奈良県吉野土木事務所などを家宅捜査、県副知事が大阪府南部の遺族宅を訪問。
  - 東京地方裁判所、首都圏在住の元中国残留孤児40人による、帰国の遅れについて国の責任を問う集団訴訟について、国の賠償責任を認めず、原告の訴えを棄却。
  - 東京地方裁判所、石原慎太郎東京都知事が知事交際費を私的飲食に使用したとして葛飾区議らが返還を求めた裁判で、一部を違法として知事らに40万円の損害賠償責任を認定。
  - 警視庁と静岡県警察、福岡県警察、東京都北区の健康食品販売会社「リッチランド」が、架空の投資話で全国の1万人以上から約500億円を集めた詐欺容疑で、同社の会長および幹部ら17人を逮捕。
  - 最高裁判所第3小法廷、1994年から1996年にかけフィリピン・マニラで3人が殺された保険金殺人の3人の被告に対し死刑判決。
  - 日本映画制作者連盟、2006年の映画の興行収入について、21年ぶりに邦画の収入が洋画の収入を上回ったと発表。
- 1月31日
  - 厚生労働省発表の2006年の毎月勤労統計調査で、1か月平均の現金給与総額は2年連続増となったものの、物価変動の影響を除いた実質賃金は2年ぶりに減となり、景気回復の影響が賃金には波及していないことが判明。
  - 東京高等裁判所、外務省の元主任分析官による背任および国後島の発電施設工事の入札予想価格を三井物産関係者に漏洩した偽計業務妨害罪についての裁判で、1審の東京地方裁判所による執行猶予付有罪判決を支持、被告人の訴えを棄却。
  - 松下電工、同社製マッサージいす6機種に発火の恐れがあるとして、販売を中止、販売済の6万8762台を無料点検、修理することを発表。
  - 東京都内で開かれた大西洋まぐろ類保存国際委員会の会合で、東大西洋および地中海での日本のクロマグロ漁獲枠を、対2006年比で今年11%、2010年には23%減とすることを決定。
  - 大阪府警察と警視庁、韓国釜山に戻っていた韓国人武装スリ団リーダーの身柄を、日韓犯罪人引き渡し条約に基づき引き受け、移送中の機内で逮捕。

### 2月
- 2月1日
  - 成田国際空港発中国・アモイ行全日空935便ボーイング767型機が、離陸直後左翼エンジンから炎を出し、成田空港に緊急帰還。乗客、乗員に怪我人なし。
  - 名古屋高等裁判所、住民基本台帳ネットワーク運用がプライバシー権を侵害し違憲であるとして、愛知県の住民が国と愛知県を訴えた裁判で、一審判決を支持、住民の訴えを棄却。
  - 栃木県鹿沼市の農協が、新潟県に出荷した苺「とちおとめ」から、基準値の9倍の農薬成分ホスチアゼートを検出。4万パックは回収されたが、新潟のほか盛岡市、東京都、横浜市に出荷済の56万パックは回収不能。
  - 警察庁の調べで、2006年の大麻に絡む犯罪検挙者数が、統計を開始した1958年以降最多となる2289人となったことが判明。
  - 警察庁による暴走族の全国実態調査で、人数は1974年の統計開始以来最低となったものの、構成員のうち成人の占める割合が51.1%と初めて半数を超えたことが判明。
  - 日本魚類学会、「バカ」など、不快感を与える語を含む32種類の魚の和名を改称することを発表。
  - 朝日新聞社、『朝日新聞』1月30日夕刊に掲載された記事が、『読売新聞』1月27日インターネット版記事を盗用したものだったことを発表。
  - 山崎製パン、不二家に対する品質管理の技術支援に合意。一方不二家の大株主の森永製菓は支援を断念。
  - 内閣府による世論調査で、2009年から導入予定の裁判員制度への参加に消極的な人の割合が78.1%にのぼることが判明。
  - 味の素、ヤマキとの資本・業務提携を発表。

- 2月2日

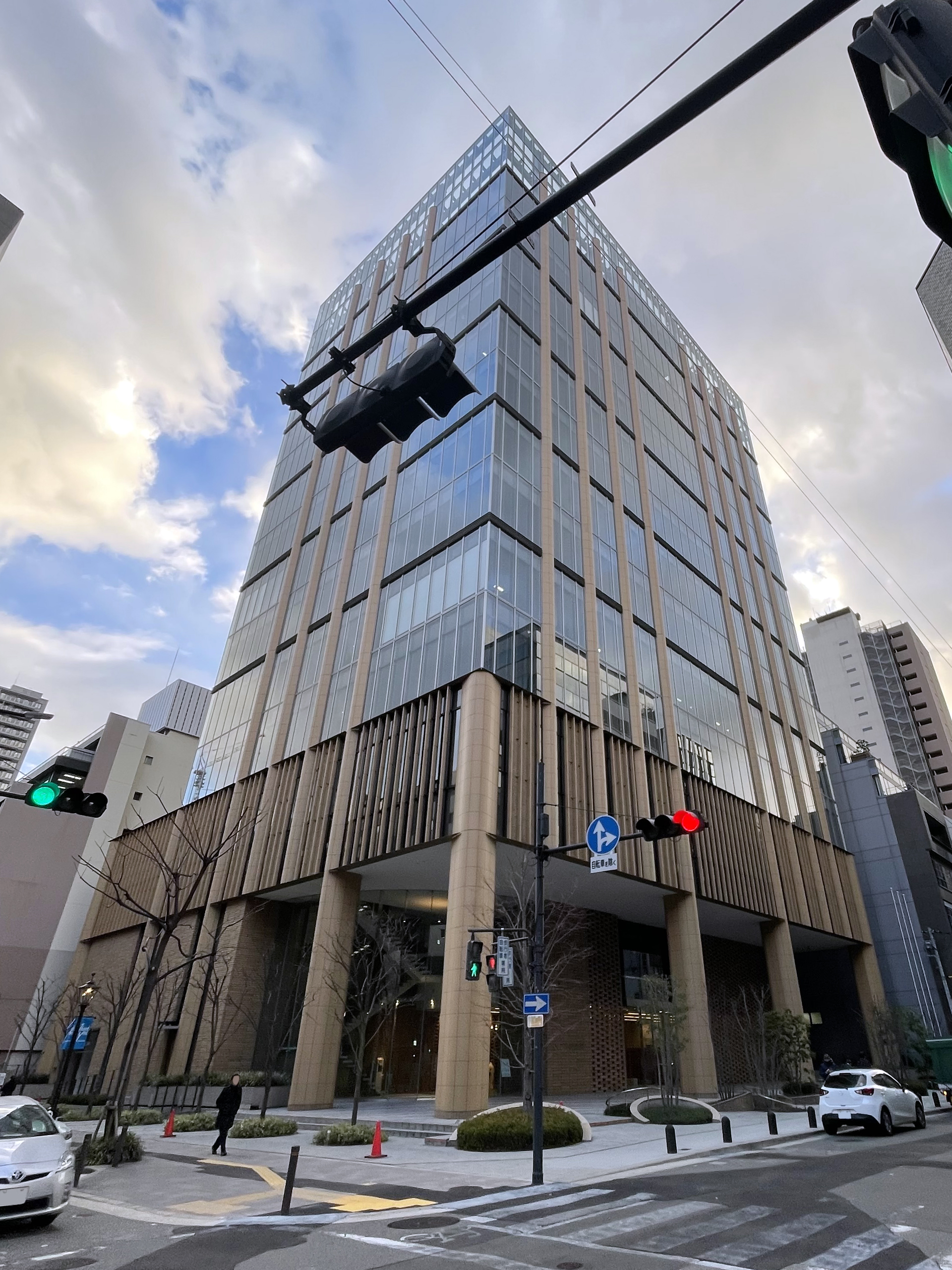
田辺三菱製薬株式会社本社ビル（画像は建替後のもの）

  - 文化審議会、伊吹文明文部科学大臣に対し、従来尊敬語・謙譲語・丁寧語の3種類に分類していた敬語を、尊敬語・謙譲語I・謙譲語II（丁重語）・丁寧語・美化語の5種類に分類する「敬語の指針」を答申。
  - 経済産業省、北見市でのガス漏れ事故を受け、全国のガス会社16社に緊急点検を指示した結果、北見市の例を含め計13社で81件のガス漏れが発見されたことを公表。
  - 大阪府吹田市の国立循環器病センターで、麻酔科の金庫に保管されていた麻薬系鎮痛薬「フェンタニル」2cc入りアンプル30本が盗難されたことが判明。15日に同センターの勤務医を逮捕。
  - 最高裁判所、魚住汎英参議院議員による債務の免責を求めた特別抗告を1月22日付で却下する決定。約22億4500万円の債務免責不許可が確定、議員歳費差し押さえの可能性も。
  - ロッテが2006年12月に滋賀県の工場で製造した「パイの実」からフィルム状の異物発見。約56万個を回収。
  - 三菱ウェルファーマと田辺製薬、今年10月に合併し「田辺三菱製薬」となることを発表。
  - 京都市、町並み保存のため、所有者が維持困難になった京町家を買収する事業を新年度から開始することを発表。
- 2月3日
  - 福岡市の西日本新聞社、仙台市の河北新報社、盛岡市の岩手日報社の3社が、国や独立行政法人などと共催した行事で、報酬を払って人集めをしていたことが判明。3社は各紙面におわび談話を掲載。
  - 1月21日に国後島付近で操業中にロシア国境警備局に拿捕された北海道羅臼町の漁船「第38瑞祥丸」の乗組員のうち、船長を除く5人が釈放され帰国。船長も数日後帰国。
  - 大阪市、現在市が筆頭株主となっている大型水族館「海遊館」などを運営する第三セクター企業の株式を民間企業に売却することが判明。
- 2月4日
  - 愛知県知事選挙で、自由民主党、公明党が推薦する現職の神田真秋知事が当選、3選を果たす。
  - 北九州市長選挙で、北橋健治元民主党衆議院議員が、民社党時代からの地盤を活かし、現職の末吉興一市長も推す自由民主党、公明党推薦候補を破り初当選。
  - 農林水産省、トリインフルエンザ発生のため、イギリスからのニワトリなど家禽類の輸入を2月3日付で停止したことを発表。
  - 北日本で強風。東北新幹線が3時間ほど全面運休したほか、倒木による東北自動車道の一部通行止め、建物の倒壊など各地で被害発生。
  - 福岡市の教員採用試験漏洩問題で、問題を伝えられたとされる元小学校校長が、同市内の山中で自殺しているのが発見される。
  - 滋賀県甲賀警察署、万引きの容疑で取り調べた男が、車中に散弾銃と実弾を所持していたため、銃刀法および火薬類取締法違反の現行犯で逮捕。翌日、男が武村正義元官房長官の息子であることが判明。
  - 共同通信社の世論調査で、安倍内閣の不支持率が初めて支持率を上回る。1月の調査で既に男性の不支持率は上回っていたが、柳沢伯夫厚生労働大臣による1月27日の「女性は産む機械」発言の影響で女性支持率も逆転。
- 2月5日
  - 札幌地方検察庁・北海道警察本部外事課、ススキノにあるジンギスカン店「だるま」店主を所得税法違反（脱税）などの疑いで逮捕。脱税した資金が北朝鮮に流れていた可能性があるとして、同店舗の他、この店の経営者が幹部を務めていた朝鮮総連北海道本部など約10か所に対し家宅捜索[3]。
  - 名古屋地方裁判所、2003年から2005年にかけ名古屋市で15人を強姦した男に無期懲役判決。
  - 東京地方検察庁特別捜査部、金融機関などから約4億4000万円を騙し取った詐欺容疑で、環境リサイクルベンチャー企業「イー・エス・アイ」社長を逮捕。
  - 石川県金沢市の北國銀行押野支店で強盗事件発生。犯人は現金約1900万円を奪い逃走。
  - 東京都港区西麻布の路上に駐車中の車中で、住吉会系暴力団幹部の男が射殺される。
  - APAグループ、耐震強度偽装問題ですでに閉鎖した京都市内の2ホテルと同じ建築士が設計した、東京都3軒、石川県2軒、名古屋市、京都市、大阪市、神戸市各1軒、計9軒のホテル営業を今月末一杯で一時休止することを発表。
  - 中国の海洋調査船が尖閣諸島・魚釣島付近で無断海洋調査。日本政府の抗議に対し、中国政府は同諸島の領有権主張。
- 2月6日
  - 平成18年度補正予算が参議院本会議で可決成立。野党は採決を欠席。
  - 千葉地方検察庁、輸入豚肉にかかる差額関税約59億円を脱税したとして、食肉卸会社ナリタフーズを家宅捜索。
  - 兵庫県警外事課、朝鮮総連傘下団体、在日本朝鮮兵庫県商工会の県経理室長を、税理士資格なしに税務書類を作成した税理士法違反容疑で逮捕。朝鮮総連兵庫県本部などを家宅捜索。
  - 東京地方検察庁、華僑を騙り、架空の介護事業への出資金名目で約100名から数億円を詐取した、農事組合法人「アジア・アグリ連合会」元理事を逮捕。
  - 東京都板橋区の東武東上本線ときわ台駅東端の踏切で線路に進入した女性を助けようとして警視庁板橋警察署の巡査部長が、池袋発小川町行下り急行電車に、同駅構内ではねられた。巡査部長は同区内の病院で同月12日に死亡。
- 2月7日
  - 新潟地方裁判所長岡支部、田中直紀参議院議員が2004年に選挙事務所を長時間隠し撮りしたフジテレビを訴えた裁判で、正当な取材ではないとして同局に36万円の賠償命令。
  - 警視庁少年育成課、交通事故死した児童の写真を自身のホームページに掲載していた羽村市の小学校教諭を、男児の裸の写真を頒布した児童買春・ポルノ禁止法違反容疑で逮捕。
  - 大阪府警察、2006年8月、大阪南港からアフリカゾウの象牙3トンを密輸しようとした関税法違反容疑で、堺市の会社社長らを逮捕。
  - 奈良地方裁判所、1999年に奈良県立奈良病院が先天性緑内障の男児を誤診したためにその後失明したとして、奈良県に対し1億3000万円の賠償を命じる判決。
- 2月8日
  - アルコール依存症で休職中の福岡市職員が、飲酒運転で追突事故を起こし現行犯逮捕。同日深夜容態が急変、病院に運ばれたが翌9日未明死亡。
  - 村井仁長野県知事、田中康夫前知事の「脱ダム宣言」方針を転換、2008年度から前知事が中止した浅川上流などのダム建設を再開することを発表。
  - 大阪府、総額6850万円にのぼる裏金問題で、3月末までに、金利5%を上乗せした総額約9600万円を、当該部署に返還させる方針を発表。
  - KDDI、携帯電話auを解約した顧客22万4183人分の個人情報を記録した光磁気ディスクを紛失したことを発表。
  - 日本相撲協会、週刊現代の八百長疑惑報道による名誉毀損で、民事訴訟を東京地裁に起こすことを決定。
  - 家電量販店業界2位、デオデオ・エイデン・ミドリ電化などの持株会社エディオンと、同5位のビックカメラが業務提携、2年後に経営統合する方針を発表。
  - 東京地方裁判所、エステティックサロンTBCグループが個人情報を流出させた問題で、同社に対し原告一人あたり最大3万5000円の損害賠償命令。
- 2月9日
  - 警視庁捜査一課、渋谷区短大生切断遺体事件の犯行に使われた証拠品4点を紛失したと発表。
  - 水産会社大手ニチロ、マグロの缶詰にカッターナイフの刃が混入していたとの大阪府の男性からの苦情を受け、同じベトナムの工場で作られた2種類480万個の製品の自主回収を開始。
  - 経済産業省、リンナイ製ガス湯沸器が原因の一酸化炭素中毒によって、2000年以降全国で3人が死亡、12人が中毒を起こしていたことを発表。翌10日、1996年に北海道で一酸化炭素中毒死亡事故が発生していたことが判明。
  - 東京都の教諭173名が、卒業式などで国歌斉唱の際起立しなかったことを理由に懲戒処分を受けたことを不当として、東京都に対し処分撤回と慰謝料を求め東京地方裁判所に提訴。
  - 鳥取県、裏金が10部署で計1560万円にのぼるとする最終調査結果を公表。知事および副知事と、不正に関与した55人の職員を減俸処分、不正流用額および残高の1180万円を返還させることを発表。
  - 平成12年度以降、陸上自衛隊で5件、海上自衛隊、航空自衛隊各11件、計27件の機密文書が紛失または盗難に遭ったことが判明。
  - 気象庁、今年1月の世界の平均気温が、地球温暖化やエル・ニーニョ現象などの影響により、1891年の観測開始以降最高となる見通しを発表。日本の同月平均気温は観測史上4番目の高さ。
- 2月10日
  - TBS、3日に放送した番組「人間!これでいいのだ」の中で「頭の良くなる音」というテーマで過剰演出があったとして、番組内で謝罪。
  - 東京都心でこの日まで初雪が観測されず、1960年以来47年ぶりに遅い初雪の記録を更新。
  - 2006年10月11日、福岡県筑前町でいじめにより自殺した中学2年生生徒の遺族、生徒本人の実名と写真を公表。
- 2月13日
  - ナンバープレートに「ご当地ナンバー」のつくばナンバーが導入された。
  - 東京都で、国際捕鯨委員会(IWC)の役割について議論する国際会議開催。日本がIWC加盟全72か国に参加を呼びかけるも、反捕鯨国の不参加により34か国の参加にとどまる。
  - 8日から中国・北京で再開された、北朝鮮の核開発をめぐる六者会合、寧辺の核関連施設を60日以内に停止する代わりに、重油5万トン相当のエネルギー援助をするとの合意文書を採択し閉幕。
- 2月14日
  - 東村山警察署旭が丘派出所警察官殺害事件（1992年2月14日に東京都清瀬市の警視庁東村山警察署旭が丘派出所で勤務中の警察官が刺殺された事件）、午前0時をもって時効成立。
  - 西日本と東海・北陸地方で春一番。
  - 青森県八甲田山の八甲田ロープウェー山頂公園駅付近で雪崩発生、少なくとも2名死亡、10名がけが。陸上自衛隊に災害派遣要請。
- 2月15日
  - 南極海で操業中の調査捕鯨船「日新丸」で火災発生。乗組員148人のうち1名死亡。
  - 指定暴力団山口組の國粹会会長が、東京都台東区の自宅で死去。
  - 日本民間放送連盟、関西テレビの同連盟会員資格を当分の間停止する決定を発表。
  - 金融庁、飛鳥会の横領に元行員が関与していた三菱東京UFJ銀行に対し、4月9日から7月9日の間の1週間、全国各支店で企業向け新規融資の停止と、法人向け営業拠点新設を3月1日から半年間禁じる処分発表。
  - 金融庁企業会計審議会、金融商品取引法の基準と実施基準を示す意見書を了承。
- 2月16日
  - 英会話学校最大手のNOVA、解約時の精算金をめぐるトラブルが多発したため、経済産業省が特定商取引法に基づいて立ち入り検査をしていた事実が判明。
  - さいたま地方裁判所、埼玉県の住民が住民基本台帳ネットワークを違憲として国などを訴えた裁判で、原告の訴えを棄却。
  - 電気工事業大手九電工、フィリピン当局関係者に賄賂を渡した不正競争防止法違反容疑で、14日に福岡地方検察庁から福岡市の同社本社の家宅捜索および関係した社員の事情聴取を受けたことを公表。
  - 広島県警、企業を脅し同和問題関連書籍を不当に高額で売りつけていた広島市の出版業「トラストジャパン」の在日韓国人社長を恐喝容疑で逮捕。19日、書籍出版元の団体代表が、旧日本社会党元副委員長の和田静夫元衆議院議員で、トラストジャパンから和田元副委員長の口座に定期的な入金があったことが判明。
  - 阪神航空主催のツアーでエクアドルを訪問中の日本人観光客16人が列車事故に巻き込まれ、2名が死亡1名が怪我。
  - 海上保安庁が、長崎県佐世保市と大阪市の海運業社に対し、北朝鮮での海砂運搬事業に参入するために自社所有の砂利運搬船の船籍を外国籍に偽装した船舶法違反容疑で捜索をしていたことが判明。
- 2月18日
  - 第1回東京マラソン開催。国内のマラソン競技会としては最高の3万870人が参加、2万9852人が完走。男子はダニエル・ジェンガ（ヤクルト。ケニア出身）、女子は18歳の新谷仁美（豊田自動織機）が初マラソンで優勝。
  - 大阪府吹田市の大阪府道大阪中央環状線で、長野県松川村のあずみ野観光バス所有のバスが支柱に激突、スキーツアーの添乗員1名が死亡、運転手を含む26人がけが。運転手の過労運転があったとして、翌日大阪府警が業務上過失致死傷容疑で同社と社長宅を家宅捜索。
- 2月19日
  - 2006年10月11日、福岡県筑前町で自殺した中学2年生生徒に対し、自殺当日にいじめを行った同級生5人のうち3人を書類送検、当時13歳で刑事責任を問えない2人を児童相談所に通告。
  - 警視庁公安部、JR総連関連団体「日本鉄道福祉事業協会」元理事長による着服疑惑で、JR東労組元会長の口座に7000万円の振込があったとして、業務上横領容疑で元会長宅を家宅捜索。
  - 麻生太郎外務大臣、衆議院予算委員会で、アメリカ合衆国下院に提出されている、慰安婦問題について日本政府に謝罪を求める決議案に関して、「客観的な事実に基づいておらず甚だ遺憾」と不快感を表明。
- 2月20日
  - 北海道警察、資格詐欺で全国2400人から約8億2000万円を騙し取った容疑で、「テクノビジネス」元社長らを逮捕。
  - 東京大学付属病院、1日に、心臓病で入院し集中治療室にいた10代の患者が病床から転落し、補助人工心臓が外れ大量出血、翌日の手術の際も人工呼吸器の作動を忘れ、患者が意識不明状態となっていることを公表。
  - 文部科学省、今年の国公立大学2次試験の最終出願倍率が4.8倍と、1990年の大学入試センター試験導入以来初めて5倍を切ったことを発表。
  - 最高裁判所第三小法廷、2000年、栃木県宇都宮市の宝石店で6人が死亡した放火強盗殺人の犯人に対し死刑判決。
  - 地方自治体における裏金問題で、大阪府が163人、長崎県が561人の処分を発表。
  - 名古屋市中区などの市中心部で大規模な停電。深夜まで信号機が停止したり、コンビニエンスストアやオフィスビルなどが営業不能に。原因は不明。
  - テレビ東京で1月6日放送された単発の健康情報番組「今年こそキレイになってやる！正月太り解消大作戦」内で、映像の一部に捏造があったことが発覚。同局は社長を含む4名を処分。
- 2月21日
  - 日本銀行、政策決定会合で、短期誘導金利を0.25%引き上げ0.5%とすることを決定、即日施行。
  - 厚生労働省研究班による女性5万5000人を対象とした調査により、乳癌の危険性が高い女性は、身長160cm以上、初潮年齢が14歳未満、出産経験がないなどの傾向があることが判明。
  - 『新潟日報』を発行する新潟日報社、同社の論説委員が社説を執筆した際、『朝日新聞』の社説から一部内容を流用したとして謝罪。
  - 日本弁護士連合会、卒業式などでの国歌斉唱の際に起立を拒否した教員に処分を科した東京都教育委員会に対し、憲法違反であるとして処分を取り消すよう警告。
- 2月22日
  - 新潟県警察、北朝鮮による日本人拉致問題で、新潟県柏崎市での拉致を指示した国外移送目的略取と国外移送の罪で、朝鮮労働党対外情報調査部の元指導員2人に対し逮捕状請求、警察庁がICPOを通じた国際手配手続開始。
  - 千葉県船橋市の市立医療センターで、50代の男性が、破傷風菌の一種で主に牛に感染する気腫疽菌感染のため死亡。人間への感染事例は世界初。
  - 建築家黒川紀章、4月の東京都知事選挙への立候補を表明。
  - 東京鋼鐵が大阪製鐵との統合を求めた臨時株主総会で、投資ファンドを中心とした株主の異議により合併事案否決。経営陣によるM&A提案が株主総会で否決されたのは日本初。
  - 厚生労働省、熊本県熊本市の慈恵病院が「赤ちゃんポスト」の設置を市に申請している問題で、医療法や児童福祉法には違反していないとして設置を認める見解を表明。政府内には懸念の声も。
  - 警察庁、2006年のサイバー犯罪検挙数が、前年比4割増の4425件となったことを発表。
  - 警視庁と福井県警察の合同捜査本部、国民新党の糸川正晃衆議院議員を脅迫した容疑で、芥川正次前滋賀県草津市長を逮捕。
- 2月23日
  - 京都地方裁判所、外国籍を理由に国民年金の対象外となった在日韓国・朝鮮人が国を訴えた裁判で、国の裁量権の範疇として原告の訴えを棄却。
  - 静岡県警察、福岡県警察合同捜査本部、ヤマハ発動機幹部ら3人を、中国に無人ヘリコプターを無断輸出しようとした外国為替法違反容疑で逮捕。
  - 東京大学、目黒区の同大先端科学技術研究センターから、約100人分の致死量に相当する青酸カリなど3種類の試薬を紛失したことを公表。
  - 三菱東京UFJ、みずほ、三井住友、りそなの大手4銀行、21日の日本銀行による利上げを受け定期預金金利引き上げを発表。
  - 日本郵政公社、"アニメ・ヒーロー・ヒロインシリーズ"切手の第5集「新世紀エヴァンゲリオン」を発行。
  - 鹿児島地方裁判所、志布志事件について弁護側の主張を全面的に認め、主犯とされた県議を始め被告人12名全員に無罪判決を言い渡した。
- 2月24日
  - 宇宙航空研究開発機構、種子島宇宙センターから、政府の情報収集衛星レーダー2号機をH-IIAロケットで打ち上げ。当初は、2月15日に打ち上げる予定だったが、悪天候による延期が繰り返され、9日遅れで打ち上げられた。
  - アメリカ合衆国海軍の原子力空母「ロナルド・レーガン」が佐世保港に入港。
- 2月25日
  - 落語家三遊亭圓楽、国立演芸場での「国立演芸会」出演後、引退を表明。
  - 2007年ノルディックスキー世界選手権札幌大会、ジャンプ団体ラージヒルで日本が銅メダルを獲得。
  - 第79回アカデミー賞の授賞式が開催。最優秀助演女優賞候補だった菊地凛子は受賞を逃す。
- 2月26日
  - 福井県警察、2004年8月に関西電力美浜発電所で配管が壊れ5人が死亡した事故で、安全対策を怠った業務上過失致死傷の容疑で、検査担当者ら6人を書類送検。
  - 日本相撲協会と横綱朝青龍明徳ら力士17名、八百長疑惑に関する記事を掲載した「週刊現代」発行元の講談社に対し、損害賠償と謝罪記事の掲載を求め提訴。
  - 長野県警察が田中康夫前長野県知事に対し、公文書等毀棄幇助の容疑で任意の事情聴取をしていたことが判明。
  - 日本マクドナルド、NTTドコモとの業務提携を発表。
- 2月27日
  - 福岡地方裁判所久留米支部、2004年9月に福岡県大牟田市で発生した4人連続殺人・死体遺棄事件の裁判で、元暴力団組長とその長男に死刑判決。
  - 日本郵政公社職員の福利厚生を目的とした財団法人「郵政福祉」、東京国税庁から2006年3月期までの3年間、計約185億の申告漏れがあったことを指摘される。
  - 日興コーディアルグループ、不正会計問題に絡み、旧経営陣に対し総額31億円の損害賠償請求訴訟を提訴すると発表。
  - 文部科学省、全国の中学校の0.7%にあたる72校で必修教科の未履修や授業時間不足があったことを公表。
  - 中国・上海証券取引所で株価が前日比8.84%マイナスの大暴落。この影響でヨーロッパ市場やニューヨーク証券取引所など世界中で連鎖株安。東京証券取引所でも翌28日に日経平均前日比515円80銭安。（上海ショック）
- 2月28日
  - 政府、日本版「国家安全保障会議 (NSC)」創設への準備室を内閣官房に設置。
  - 大阪地検特捜部と証券取引等監視委員会、大阪市の情報システム会社「アイ・エックス・アイ」を粉飾決済を行った証券取引法違反容疑で家宅捜索。
  - 東京高等裁判所、1998年に川崎市の病院で患者に筋弛緩剤を投与し死なせた元医師に対し、殺人事件としては最も軽い執行猶予付き有罪判決。
  - JR大阪駅構内で大規模な停電が発生。自動改札機や自動券売機、エレベーター、エスカレータなどが一時使えなくなった。駅構内に電力を供給している大阪変電所で電気の分配・遮断を行う装置が故障したことが原因と見られている。

### 3月
- 3月1日
  - NTTドコモがフルブラウザとiモードを対象としたパケット定額制サービス「パケ・ホーダイフル」を開始
  - 北海道美幌町のJR石北本線で、遮断機の下りた踏切にトレーラーが進入、列車が衝突し脱線。卒業式に向かう高校生を含む48人がけが。
  - 公正取引委員会、ガス管販売をめぐりカルテルを結んでいた独占禁止法違反容疑で、日立金属など4社を立ち入り検査。
  - 宮崎県の東国原英夫知事、同県で3件発生したトリインフルエンザの終結を宣言。
  - 安倍晋三内閣総理大臣、いわゆる従軍慰安婦問題について「強制性があったことを証明する証言や、それを裏付ける証拠はなかった」と発言。「日本の前途と歴史教育を考える議員の会」も、1993年当時官房長官だった河野洋平現衆議院議長の発言を再検討するよう要求。
- 3月2日
  - 住宅金融公庫、6日からの融資金利引き下げを発表。
  - 人事院、4月1日現在で29歳から39歳の受験者を対象に、国家公務員100名を中途採用する「再チャレンジ試験」実施要項を発表。
  - 東京大学や海洋研究開発機構の研究チーム、新潟県上越市沖の日本海海中で、メタンハイドレート採取に成功。
  - KDDI、携帯電話Auの3機種64万台にソフトウェアの不具合が発見されたため、携帯サイト「ケータイアップデート」からのソフトウェアダウンロードにより修正することを発表。
- 3月3日
  - 松下電器産業、子会社の日本ビクターを、米系投資ファンドに売却する方針を決定。
  - 麻生太郎外務大臣、北朝鮮に対する援助について「北朝鮮による拉致被害者問題が解決しない限り1円も払うつもりはない」と明言。
- 3月4日
  - 宮城県利府町で、今年1月に初当選したばかりの同県松島町長が交通事故死。
  - 大分県、福岡県、熊本県の一部で夏日となるなど、九州を中心に5県11地点で3月として過去最高気温を観測。
  - 部分月食観測。
- 3月5日
  - 警視庁、設備投資名目で約600億円を騙し取った詐欺容疑で、平成電電元社長ら5人を逮捕。
  - 三井住友銀行、10月から、平日昼間に郵便局の現金自動預払機(ATM)を利用して預金を引き出す際の手数料を無料にすることを発表。
  - アーレフ（旧オウム真理教）の上祐史浩代表、公安調査庁に教団からの脱会を報告。
  - 国連開発計画、北朝鮮に対して実施している20の支援事業の全面停止を決定。

- 3月6日

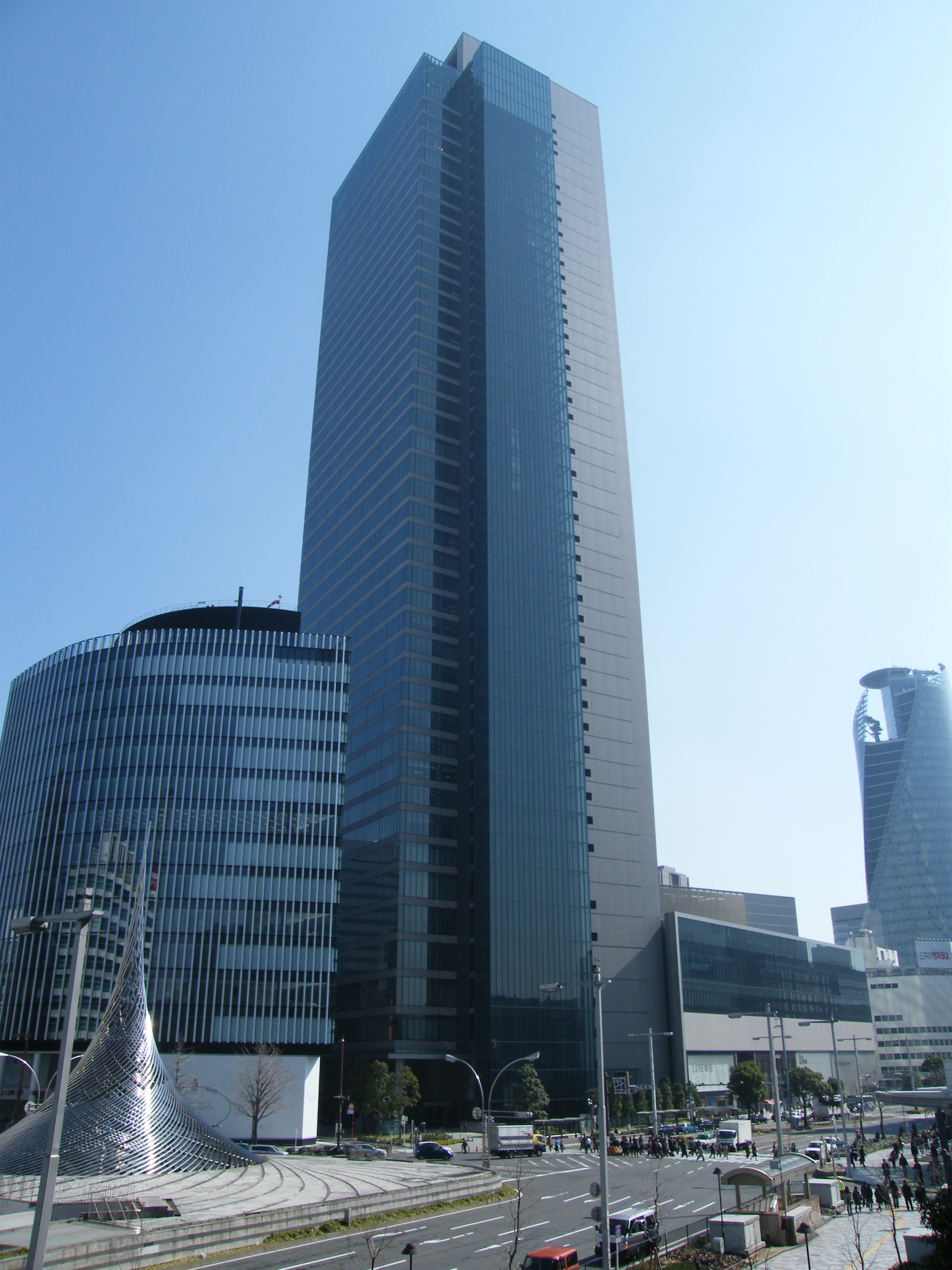
ミッドランドスクエア

  - 北海道夕張市、正式に財政再建団体に移行。
  - 名古屋市の名古屋駅前に地上47階、高さ247メートル（中部地方一）のミッドランドスクエアが完成。
  - 年金積立金管理運用独立行政法人、国民年金と厚生年金の市場運用の結果、2006年10月〜12月期に2兆3795億円の黒字となったことを発表。
  - 浅野史郎前宮城県知事、東京都知事選挙への立候補を表明。
  - 日興コーディアルグループ、米シティグループによるTOBに応じ、同社の子会社となることを決定。シティは15日にTOB開始。
  - 京都地方裁判所、2005年12月に京都府宇治市の学習塾で発生した小学6年生女児殺人事件の裁判で、被告の元講師に、求刑無期懲役に対し懲役18年の判決。
  - 宮内庁、美智子皇后が腸壁からの出血のため静養することを発表。
- 3月7日
  - 松岡利勝農林水産大臣が、議員会館で無料のはずの光熱水費を、2005年までの5年間で2880万円も計上していたことが、政治資金収支報告書で判明。
  - 大阪市が売りに出している、水族館「海遊館」を運営する第三セクターの株式の大半を近鉄が買い取り、同館の運営に乗り出すことが判明。
  - 千葉県市川市でイギリス人英会話学校講師のリンゼイ・アン・ホーカーが殺害される。
- 3月8日
  - 福岡高等裁判所、2003年6月に発生した福岡一家4人殺害事件の中国人被告に対し、1審を支持し死刑判決。
  - 自由民主党の山崎拓元副総裁、安倍晋三総理大臣のいわゆる従軍慰安婦強制性否定発言について、「弁解がましいことは一切しない方がいい」と批判。
  - 公正取引委員会、水門工事をめぐる談合で、国土交通省に対し改善措置を要求。
- 3月9日
  - 兵庫県伊丹市議会、「大阪国際空港と共生する都市宣言」を賛成多数で可決。1973年に採択した「空港撤去都市宣言」の事実上の撤回。
  - 千葉地方裁判所、2004年4月、夫に大量のインスリンを注射し殺害しようとした中国出身の妻に対し懲役15年の判決。
  - イオン、丸紅が保有するダイエー株式と、ダイエーが保有するマルエツの株式取得による業務提携を発表。
  - 警視庁捜査二課、厚生労働科学研究費補助金を騙し取った詐欺容疑で、埼玉県保健医療部長と、北朝鮮を支援するNGO「レインボーブリッヂ」代表を逮捕。
  - 日本プロ野球球団の西武ライオンズ（パシフィック・リーグ所属）が、スカウト活動において、東京ガスと早稲田大学のアマチュア野球選手二人に対し、各々数百から一千万円程度、プロ野球界の倫理規定で禁止されている利益供与を行っていたことが発覚、15日に行われた早稲田大学生の記者会見で、西武側が口封じを行っていたことも判明。
- 3月10日
  - 熊本県、2004年以来2年7か月ぶりに水俣病患者認定委員会を再開。
  - JR天王寺駅付近のケーブル火災のため、阪和線が最長6時間にわたり全面運休。
  - 愛知県尾張旭市の空地から、現金約5000万円の入ったプラスチックケース発見。
- 3月12日
  - 京都府相楽郡の3町が合併し木津川市が発足。
  - 大日本印刷、ダイレクトメール作成などの業務委託を受けて預かっていた個人情報43社分約863万件が、同社の業務委託先の元社員によって不正に持ち出されていたことを発表。
  - セイコー、同社製電気かみそりの充電器の欠陥が原因のぼやもしくは火災が、2000年5月から813件発生していたことを発表。
- 3月13日
  - 伊丹空港発高知空港行きの全日空(ANA)1603便 DHC-8の前輪が着陸時に下りず、高知空港に胴体着陸。乗員乗客60名にケガはなし。16日、航空機製造元のカナダ・ボンバルディア社副社長が国土交通省を訪れ謝罪。
  - 不二家、東京都中央区銀座の本社ビルをシティグループに136億円で売却することを発表。不祥事により2007年3月期の連結最終損益が67億の赤字となることを受けたもの。
  - 安倍首相は、来日中のオーストラリアハワード首相と、「安全保障協力に関する日豪共同宣言」に署名。日本が米国以外と安全保障の協力関係を結ぶのは、オーストラリアが初めて。
- 3月14日
  - 気象庁が7日に発表した桜の開花予想日が、誤ったデータを入力していたため間違っていたことが判明。
  - 東京地方裁判所、北朝鮮から覚醒剤を密輸した暴力団幹部に無期懲役判決。
  - 民主党の中井洽元法務大臣の資金管理団体が、2005年分の政治資金収支報告書に光熱水費を虚偽記載していた事実が判明。
  - 中央社会保険医療協議会、診療報酬改訂によりリハビリ回数に制限が設けられた項目のうち、心臓病など一部項目について緩和するよう柳沢伯夫厚生労働大臣に諮問。
  - 九州電力の138の水力発電所など、全国の電力会社の計1002発電所においてデータ改竄が行われていたことが判明。
  - 日本体育協会の2007年度予算において、totoによる助成金が売上不振のため打ち切られたことが判明。
  - 松坂屋と大丸、9月3日付で共同持株会社を設立し経営統合することを発表。

- 3月15日

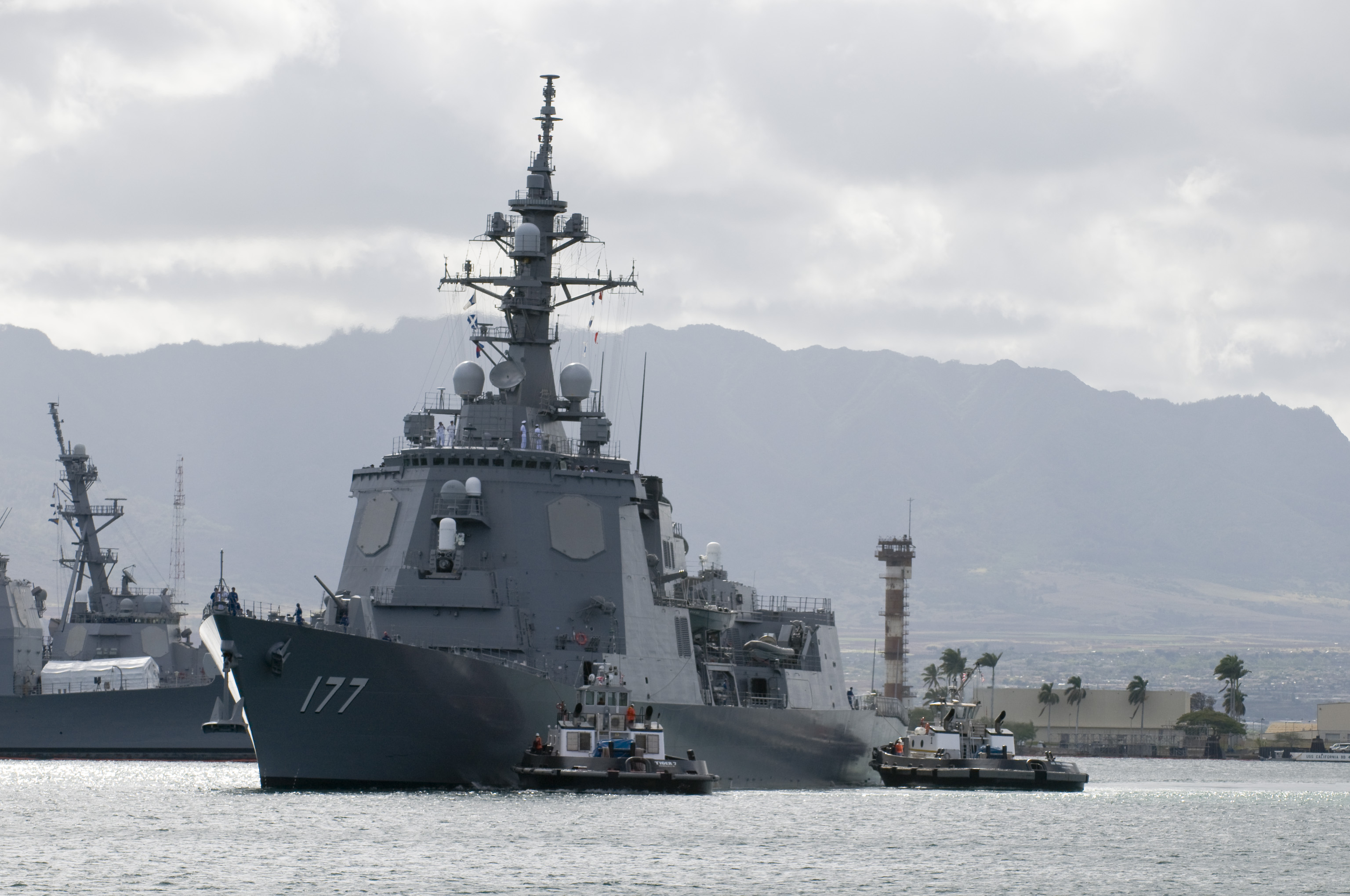
あたご

  - 石川県志賀町の北陸電力志賀原子力発電所で、1999年6月に、定期検査中原子炉の制御棒が外れ、15分間にわたり臨界に達していたことが判明。
  - 海上自衛隊で5隻目となるイージス艦、あたご型護衛艦「あたご」が就役。
  - 警察庁、2006年にインターネットサービスプロバイダから情報開示を受けた自殺予告79件のうち40件について保護したことを公表。
  - 産業再生機構、当初予定の5年間より1年ほど早く解散。
  - 熊本県、8年ぶりに水俣病患者1人を認定。
  - FBI、全日空ロサンゼルス支店を捜索。
- 3月16日
  - 気象庁、東京都心部で初雪観測。平年比73日遅く、観測史上最も遅い初雪。
  - 東京地方裁判所、ライブドアの元社長、堀江貴文被告に対して、懲役2年6か月の実刑判決。（ライブドア事件）
  - 愛知県警外事課、大量の製品図面データを持ち出した横領容疑で、デンソー社員の中国人を逮捕。
  - 6府県の警察による合同捜査本部、2003年6月に大阪府八尾市で3人が自殺した事件の原因となったヤミ金融グループリーダーを、逃亡先のルーマニアから成田空港に戻る機内で出資の受入れ、預り金及び金利等の取締りに関する法律（出資法）違反容疑で逮捕。
- 3月17日
  - 大阪労働局、ヤマダ電機の大阪市浪速区の店舗で、社員が家電メーカー従業員に直接業務命令をし職業安定法に抵触したとして是正指導。

- 3月18日
  - 佳子内親王が学習院初等科を卒業。
  - JRグループで在来線のダイヤ改正。

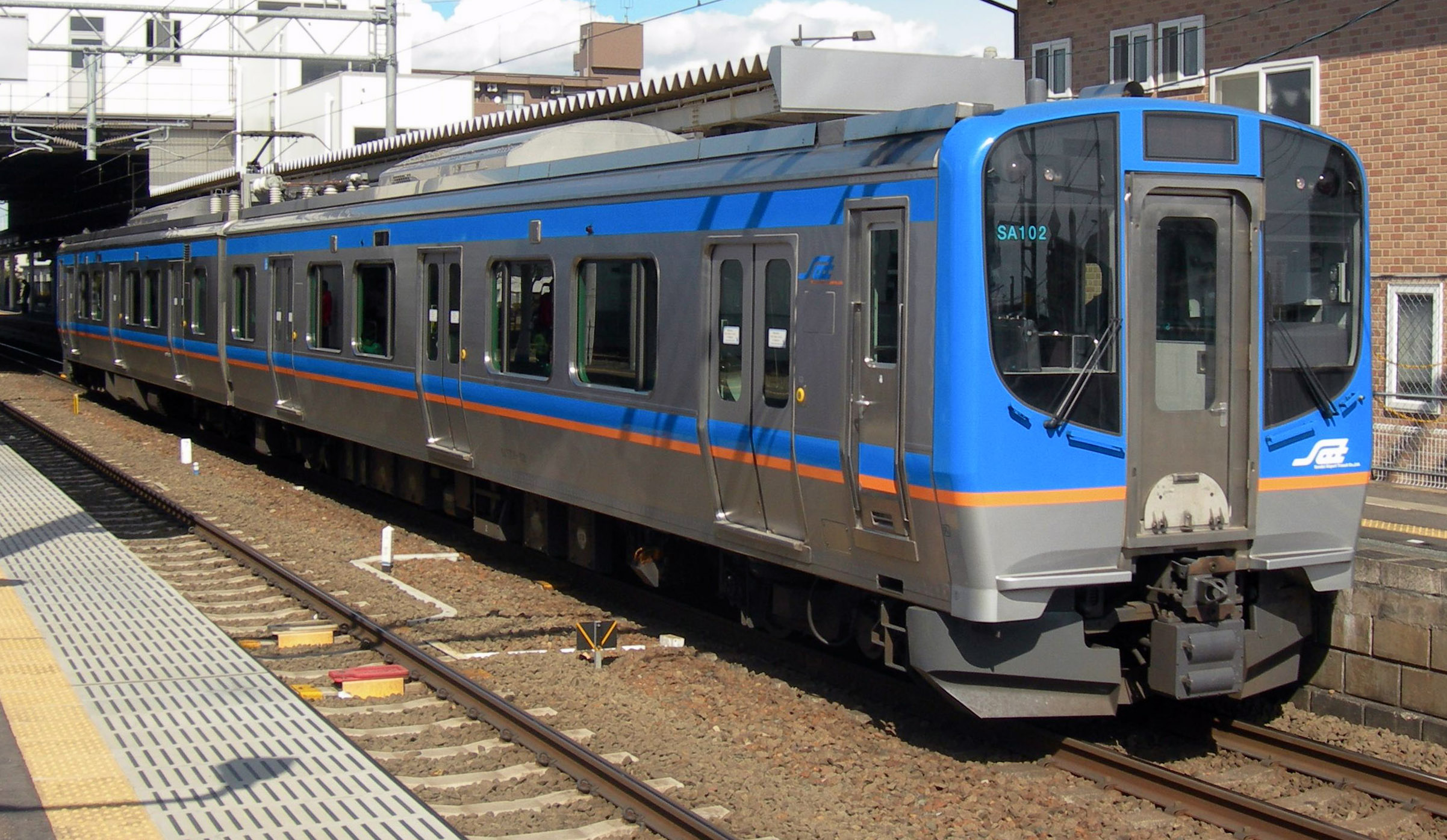
仙台空港線

  - JR東日本が運行する特急列車（他社線に乗り入れる列車・夜行列車の一部を除く）、東北新幹線・上越新幹線・秋田新幹線・山形新幹線のすべての車両（長野新幹線は以前より禁煙）、およびJR西日本、JR九州の運行時間2〜3時間未満の全在来線特急列車が禁煙に。
  - 仙台空港へのアクセス鉄道仙台空港線が開業。
  - パスネット・バス共通カードのICカード化(PASMO)でSuicaと相互利用可能に。首都圏のJR・私鉄・地下鉄・バスが1枚のICカードで利用可能になる。
  - 岐阜県高山市の飛騨大鍾乳洞に隣接する「大橋コレクション館」に展示していた重さ約100kg、約2億円相当の金塊が3人組の犯人に強奪される。
  - 北海道積丹半島の積丹岳山頂付近で雪崩発生。スノーモービル10台が巻き込まれ、4人死亡、10人が一時山中に取り残される。
- 3月19日
  - 北海道（道東南東部を除く）、東北地方北西部、能登半島、中国地方、四国地方、九州地方などで部分日食観測。
  - 大阪高速鉄道彩都線阪大病院前駅〜彩都西駅間延伸開業。
  - 札幌地方裁判所、1976年に2人が死亡し95名が重軽傷をおった道庁爆破事件の被告（死刑囚）からの再審請求を棄却。
  - 福岡地方裁判所小倉支部、夫を保険金目当てで殺害した北九州市戸畑区の女に対し無期懲役判決。
  - 福岡高等裁判所、1989年に佐賀県北方町で女性3人が殺害された北方事件の被告に対し、1審に続き無罪判決。
- 3月20日
  - 三井住友海上火災保険、保険金の未払いが5万1486件、約54億3300万円になったとの最終調査結果を金融庁に報告。
  - 天草エアラインが運行する、天草空港発熊本空港行きDHC-8型機の車輪がすべて下りないトラブル発生。緊急手動操作で車輪を出し着陸。けが人はなし。
  - 新潟県上越市の信越化学工業直江津工場で爆発。17人が重軽傷。
  - 東京地方裁判所、大日本除虫菊が虫よけ装置の特許権を侵害したとしてアース製薬が訴えた裁判で、アース製薬側の請求を棄却。
  - 厚生労働省、インフルエンザ治療薬タミフルについて、10代への使用中止を求める緊急安全性情報を出すよう中外製薬に指示。翌未明、服用後の転落事例が2004年以降22件、うち15件が10代の患者であったとする調査結果を発表。
- 3月21日 - 韓国・ソウルの日本大使館に、安倍晋三首相の発言に抗議する反日団体所属の男が侵入し、現地警察当局に取り押さえられる。
- 3月22日
  - 眞子内親王が学習院女子中等科を卒業。
  - 東京地方裁判所、原爆症訴訟の30人の原告のうち21人の訴えを認め9名のみ棄却する判決。
  - 国土交通省発表の1月1日現在の公示地価について、全国平均が1991年以来16年ぶりに上昇したことが判明。
- 3月23日
  - 日興コーディアル証券、東京国税局から2005年3月期まで計230億円の申告漏れを指摘されたことが判明。
  - 最高裁判所、代理出産で誕生した高田延彦・向井亜紀夫妻の子供について、実子としての出生届不受理を決定（向井亜紀事件）。
  - 財務省、国債や借入金を含めた国の借金総額が832兆2631億円と過去最悪になったことを公表。
  - 不二家、一部店舗で70日ぶりに洋菓子販売を再開。
  - ライブドア、粉飾決済による証券取引法違反容疑で、法人として2億8000万円の罰金刑。平松庚三社長、控訴はしない一方で、堀江貴文前社長ら旧経営陣に対する損害賠償請求を検討。
  - 第79回選抜高等学校野球大会が阪神甲子園球場で開幕。西武の裏金問題に関して、高野連の脇村春夫会長は開会式の挨拶で「遺憾な問題」との言及を行った。
- 3月24日
  - 厚生労働省、社会保険庁廃止後、2010年に発足する日本年金機構に採用されない同庁職員は、本人の意思に反し解雇する分限免職とする方針を決定。
  - 東海道新幹線静岡駅〜掛川駅間の牧の原トンネルで、同区間を通過したのぞみから飛び降りたものとみられる男性が倒れ死亡しているのを発見、一時運転を見合わせ。上下計19本の列車に大幅な遅れ。
  - 日本テレビが18日に放送した番組「行列のできる法律相談所」で、京都市の漬物店ホームページの写真を剽窃していたことが判明。

- 3月25日

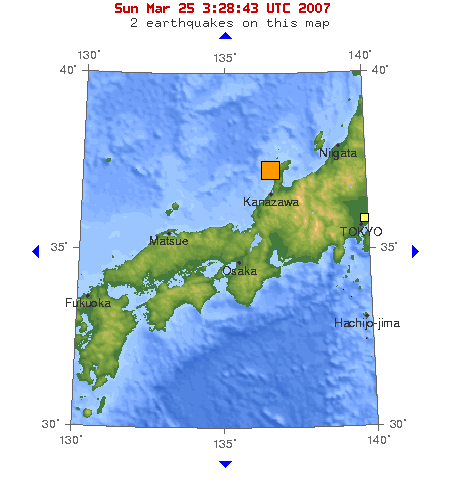
能登半島地震

  - 午前9時42分、能登半島の北西の沖を震源とするM6.9の能登半島地震発生。石川県の輪島市、七尾市、穴水町で震度6強を観測。輪島市で1人が亡くなり、石川県を中心に北陸地方各地で279人がけが。能登有料道路が一部崩壊など各地でライフラインに被害。
  - 東京都港区の東京モノレール羽田線・浜松町駅 - 天王洲アイル駅間で、羽田空港第2ビル駅行き下りモノレールがクレーン車と接触、2時間余りにわたり不通となり、乗客約100名が列車に閉じ込められる。
- 3月26日
  - 横浜市磯子区の京浜東北線磯子駅 - 根岸駅で、架線が切断し垂れ下がっていたため、約3時間にわたり京浜東北線が全線不通。
  - 大阪地方裁判所堺支部、2002年から2003年にわたり、内縁の夫の15歳の息子を餓死寸前まで虐待し殺人未遂に問われた大阪府岸和田市の女に対し、内縁の夫と同じ懲役14年の判決（岸和田中学生虐待事件）。
  - 千葉地方裁判所松戸支部、2006年4月、千葉県柏市で飲酒運転のうえ女子高生3名をはね、うち1人を400m近くひきずり逃亡した男に、殺人未遂と危険運転致傷罪で懲役16年の判決。
  - フジテレビ、ライブドアに対し、同社株式の下落による損失約345億円の損害賠償を求め、東京地方裁判所に提訴。
  - 山崎製パン、不二家の第三者割当増資約180億円受け入れにより同社の筆頭株主となり、事実上傘下に収めることを発表。
  - 千葉県市川市のマンションのベランダで、船橋市在住のイギリス人女性の遺体が発見される。同じマンションに住み事件後逃走した男を死体遺棄容疑で指名手配。
- 3月27日
  - 日本民間放送連盟、関西テレビ放送を除名処分（4月19日正式決定）。翌日夜、除名の原因となった発掘!あるある大事典IIのデータ捏造問題に関し全国ネットで訂正放送を行う。
  - 最高裁判所第3小法廷、光華寮訴訟の差し戻し審で台湾勝訴とした大阪高等裁判所判決を破棄、審理を京都地方裁判所に差し戻し。
- 3月28日
  - 陸上自衛隊に中央即応集団が創設。各種緊急事態への迅速な対応を目的とされる。
  - 東京都町田市の境川で、一万円札269枚が回収される。
  - 大阪地方裁判所、2005年にインターネットの自殺サイトを利用して男女計3人を殺害した男に死刑判決。
  - 金融庁、新生銀行が景品表示法に違反し、広告にデリバティブ商品の金利を不当記載したとして排除命令。
  - 農林水産省、焼肉チェーン叙々苑が、交雑種が8割混入した牛肉を和牛と不正表示して販売したとして改善を指示。
  - 人事院の年次報告（天下り白書）で、2006年に民間企業に天下りをした幹部が69人と、前年に比べ5人増えたことが判明。
  - 理化学研究所、世界最速の計算能力を持つ次世代スーパーコンピューターを、神戸市のポートアイランドに設置することを発表。
  - プロ野球12球団、アマチュア野球選手への利益供与問題の影響で、今秋のドラフト会議から希望入団枠制度を廃止することで合意。読売巨人軍が提案した、フリーエージェント権取得までの期間短縮については未定。
- 3月29日
  - 兵庫県香美町にあるJR西日本山陰本線余部橋梁のコンクリート橋への架け替え工事を開始。
  - 兵庫県警、北朝鮮製品を無許可で輸入した外国為替法違反容疑で、石川県津幡町の配管製造業者、京都市右京区の商社など8箇所を家宅捜索。
  - 警視庁交通捜査課、2006年11月に東京都大田区で発生した多重衝突死傷事故で、過労運転を指示したとして、静岡県焼津市の運送会社を強制捜査、配車係を逮捕。
  - 文部科学省の調査で、全国の公立小中学校の施設のうち、耐震強度の不足した施設が30%に上ることが判明。
  - 海上自衛隊第1護衛隊群の護衛艦「しらね」乗組員の2等海曹が、護衛艦やイージス艦のデータなど、防衛省が秘密指定している情報を無断で持ち出したことが判明。2曹の中国人妻を入管難民法で逮捕した際にフロッピーディスクを押収したことから発覚。

- 3月30日

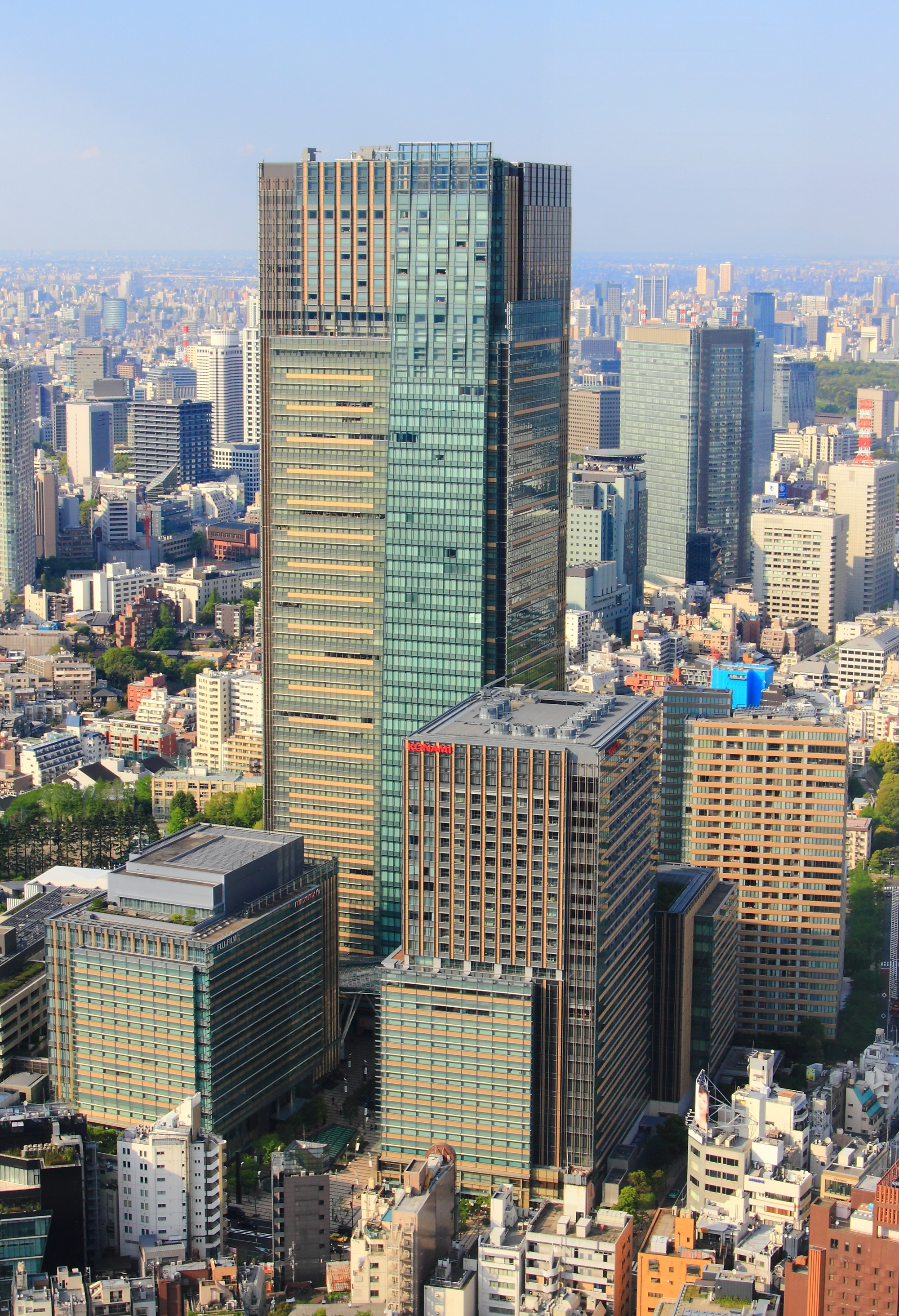
東京ミッドタウン

  - 東京都港区赤坂の旧・防衛庁跡地に、地上54階、高さ248mと、東京都庁舎を抜き都内で最も高い建造物となるミッドタウン・タワーなどを含む複合施設、東京ミッドタウンが開業。
  - 羽田空港第4滑走路建設工事着工。当初予定より約1年遅れ。
  - 政府、今年7月31日に期限切れとなるイラク復興支援特別措置法の2年延長を閣議決定。
  - 法務省、昨年1年間に人権侵犯事件として扱った事例のうち、いじめの件数が過去最高の973件となったことを公表。
  - インフルエンザ治療薬タミフルに関連した異常行動を調べる厚生労働省研究班の研究員3名が、輸入販売元の中外製薬から寄付金を収受していたことが判明。同省は3名を研究班から除外する措置。
  - 陸上自衛隊第1混成団所属のCH-47ヘリコプターが、那覇空港から救急出動した後、鹿児島県徳之島の山中に墜落。乗組員4名全員死亡。
  - 菅義偉総務大臣、千草宗一郎関西テレビ放送社長を総務省に呼び、同局捏造事件について行政処分として最も重い警告処分。千草社長は辞意を表明。
  - ミサイル防衛システムの一環として、航空自衛隊入間基地に、弾道ミサイルを迎撃する地対空誘導弾ペトリオットPAC-3を初配備。
  - 大手保険会社6社による火災保険の保険料超過請求が、約11万2700件、総額57億円2000万円に上ることが判明。
- 3月31日
  - イー・モバイルが、東京23区、大阪市、大阪府守口市、門真市の全域と、名古屋市、京都市、愛知県清須市、大阪府豊中市、吹田市の一部でデータ通信サービスを開始。
  - 住宅金融公庫廃止。4月1日より独立行政法人住宅金融支援機構に。
  - NTTドコモのポケットベルサービス「クイックキャスト」が終了。
  - 鹿島鉄道、くりはら田園鉄道がこの日限りで廃止。また西鉄宮地岳線西鉄新宮駅 - 津屋崎駅間がこの日深夜（4月1日0時過ぎ）の終電をもって廃止。

### 4月
- 4月1日
  - 内閣府に地方分権改革推進委員会及び公益認定等委員会が発足。
  - 東京都港区赤坂に完成した新衆議院議員宿舎の入居開始。
  - これ以降発売の第三世代携帯電話へのGPS搭載義務化。
  - モーターボート競走法改正。
  - UFJニコスとDCカードが合併し、新会社「三菱UFJニコス」が発足。
  - 日本航空がワンワールドに加盟。
  - 新潟市（新潟県）及び浜松市（静岡県）が政令指定都市となった。
  - つくば市（茨城県）、太田市・伊勢崎市（群馬県）、長岡市・上越市（新潟県）が特例市となった。
  - 関西の私鉄で導入されているICカード乗車券PiTaPaが、近鉄、京都市営地下鉄、京阪電気鉄道大津線、神戸電鉄、奈良交通、エヌシーバスの各社で新規導入され、新たに滋賀県、奈良県と、三重県および名古屋市の東海エリアに利用地域が拡大。
  - 両備バスと両備運輸が合併、両備ホールディングスが誕生。
  - 西鉄宮地岳線の残存区間である貝塚駅 - 西鉄新宮駅間が貝塚線に改称される。
  - 2000年4月2日-12月31日に生まれた者が小学校に入学し、20世紀生まれの日本国民全員が学齢もしくはそれ以上の年齢となる。また21世紀生まれの者（2001年1月1日-4月1日生まれ）が初めて小学校に入学する。
- 4月2日
  - スカイパーフェクト・コミュニケーションズとJSATが経営統合。
  - 日本銀行発表の3月の企業短期経済観測調査（短観）で、景気が4四半期ぶりに悪化したことが判明。
  - TBSが3月21日に放送した新SASUKE2007収録中、参加者のお笑い芸人が脱臼する事故があったにもかかわらず、事実を公表せず神奈川県警にも報告していなかったことが発覚。6日には、他に4名が複雑骨折など重軽傷を負っていた事実も発覚。
- 4月3日
  - 全国軽自動車協会連合会発表の2006年度の軽自動車販売台数で、スズキが34年連続の首位から陥落、ダイハツ工業が初の首位となったことが判明。
  - 福岡県大牟田市内の祈祷師宅から、死後数年経過しミイラ化した5体の遺体が発見される。
  - OECD発表の2006年のODA実績で、日本がイギリスに抜かれ24年ぶりに3位となったことが判明。
  - 奈良県明日香村の高松塚古墳で、石室解体作業開始。
  - ニュージーランド・クライストチャーチで、現地在住邦人が自宅に放火され4人が殺害される。
  - 第79回選抜高等学校野球大会の決勝戦が阪神甲子園球場で行われ、常葉菊川（静岡）が大垣日大（岐阜）を6－5で降し、初優勝を果たした。静岡県勢の優勝は浜松商が優勝した1978年（第50回）以来29年ぶり。
- 4月4日
  - 金融庁、三和ファイナンスに対し、違法な取立てを行った貸金業法違反に対する罰として、全店舗4月23日から6月4日の43日間、問題のあった店舗については最大66日間の業務停止命令。
  - 東京都内で1973年に、日本人の母親と、北朝鮮籍の6歳の娘、3歳の息子が失踪した事件で、2人の子供を北朝鮮による拉致被害者と認定。
  - 真冬並みの寒気の流れ込みの影響で、鳥取市沖の日本海で竜巻発生。東京都心では、4月としては1988年以来19年ぶりとなる雪を観測。
- 4月5日
  - 熊本県熊本市、同市内の慈恵病院が設置許可申請していた赤ちゃんポストの設置を認可。安倍晋三内閣総理大臣や塩崎恭久官房長官らは懸念を表明。
  - 警視庁捜査三課と丸の内警察署、4月1日深夜から2日未明にかけ、渋谷区の西武百貨店で、宝石貴金属474点、約1億円相当を盗んだ、爆窃団の中国人と台湾人2名を逮捕。
- 4月6日
  - 大阪高等裁判所、2001年に兵庫県明石市で発生した明石花火大会歩道橋事故について、兵庫県警明石警察署元幹部らに1審に引き続き実刑判決。
  - Yahoo!、同社のサービス「Yahoo!メール」において、プログラムミスにより約449万通のEメールが消失したことを発表。
  - TBSが、同局の番組「サンデージャポン」内で放送した通行人インタビューにおいて、同一人物に依頼して出演させたやらせがあったことが判明。
- 4月7日
  - 和歌山県すさみ町沖の太平洋で、名古屋市の海運会社所有の貨物船「第7栄福丸」と、カンボジア船籍の貨物船が衝突し、第7栄福丸は現場で沈没、乗組員1名が行方不明。
  - 日本赤十字社医療センター、1月9日に、完全大血管転位症の体重1146gの乳児の心臓手術を行い成功したことを発表。世界最少体重の患者の手術成功例。
  - 福岡県警捜査一課、美人局による強盗容疑で、山口県下関市の15歳の少女2人と、同県内の少年4人を逮捕。
- 4月8日
  - 第16回統一地方選挙
    - 北海道・岩手県・福井県・東京都・神奈川県・三重県・奈良県・鳥取県・島根県・徳島県・福岡県・佐賀県・大分県の知事選挙。いずれも現職または現職の後継候補が当選。
    - 札幌市・静岡市・浜松市・広島市の市長選挙。浜松のみ新人が現職を破り、その他は現職が当選。
    - 東京都・茨城県・沖縄県以外の44道府県議会、および静岡市・北九州市以外の15政令指定都市の市議会（または市会）選挙。民主党が大幅に議席を増やす一方、自由民主党が議席を減らす結果に。
- 4月9日
  - 経済産業省、東芝製衣類乾燥機6機種で発火または発煙する事故が243件発生していたことを発表。
  - 富山県の北アルプス水晶岳で、アカギヘリコプター所有のヘリコプターが墜落、2名死亡8名重軽傷。
  - 日本放送協会、週刊現代に掲載された、同局の番組「ためしてガッテン」の捏造疑惑に関する記事について、同誌に抗議文送付。11日には捏造疑惑の検証番組を放送。
  - 光学ガラスメーカーペンタックス、10月に予定していたHOYAとの合併を白紙撤回。HOYAはペンタックスに対するTOBを行うことを決定。
- 4月10日
  - 東京都、訪問介護大手コムスンが介護報酬を不当請求したとして、同社に対し業務改善命令および不当請求分約4300万円の返還請求。同時にニチイ学館、ジャパンケアサービス両社も人員基準を満たしていないとして業務改善命令。
  - 携帯電話事業への新規参入を断念する予定だったアイピーモバイルが、森トラストを筆頭株主として事業を継続する方針を発表。
  - 日中両政府、2003年以来4年ぶりとなる日本から中国への米輸出再開に合意。
  - 日本政府、13日で期限満了となる北朝鮮船舶の入港禁止など、北朝鮮に対する独自経済制裁措置の半年延長を閣議決定。
- 4月11日
  - エアーニッポン、エアーニッポンネットワーク、エアーネクスト、エアーセントラルの全日空系4社のパイロット組合が24時間ストライキ突入。国内線136便が欠航。
  - 3月18日にサービスを開始したICカード乗車券PASMOの売り上げが予想を上回る勢いで増え、在庫不足となったため、一般販売をこの日一杯で一旦中止し、8月まで定期券併用型のみの販売に限定。
  - 京都市環境局の職員11名が、育児休暇・介護休暇を不正取得していたことが判明。
  - 岐阜県大垣市の小学校で、木製遊具の支柱が折れ倒壊、児童13人が遊具から転落し救急車で運ばれる。
  - 長野県の諏訪マタニティークリニックが、2002年に死亡した男性の凍結保存精子を使用して2003年に人工授精を行い、男性の妻が2004年に出産していたことを公表。
  - 温家宝中華人民共和国国務院総理来日。翌日安倍晋三内閣総理大臣と会談、衆議院本会議場で演説。
- 4月12日
  - ガス器具メーカーハーマンプロ、同社や大阪ガスが販売した同社製組み込み型食器洗い乾燥機で発火1件を含む185件の不具合が発生したため、約2万台を無料点検修理することを発表。
  - 日産自動車が「セレナ」11万2999台、マツダが「ボンゴ」など4車種5417台、ヤマハ発動機が二輪車「グランドマジェスティ」1万3870台のリコールをそれぞれ発表。
  - 宮崎県警、宮崎県議会選挙に出馬した自身の息子を当選させようと現金買収を行ったとして自民党宮崎県連会長を逮捕。容疑を認める。自民党の地方組織では1月の茨城県連副会長に次ぐ買収容疑での逮捕。
  - 福岡ドームおよび周辺施設を含むホークスタウンが、3月8日付でコロニー・キャピタルの特定目的会社からシンガポールの投資会社に売却されていたことが判明。運営は株式会社ホークスタウンが継続。
  - 日中ハイレベル経済対話発足。
- 4月13日
  - 衆議院本会議で、自民・公明党の賛成多数で国民投票法案が可決。同時に米軍再編推進法も衆議院本会議で可決。
  - 経済産業省、京都議定書目的達成のため、二酸化炭素排出権合計638万トン分を、丸紅など国内外民間企業5社から取得する契約締結。
  - 森永製菓、同社が販売するスペイン製キャンディ「チュッパチャップス」にポリエチレン樹脂片が混入していたため、240万本を自主回収。
  - 金融庁への報告で、2001年から2005年の5年間に、生命保険大手12社合計で約25万件、284億円余りの不払いがあったことが判明。
- 4月14日
  - 日本産科婦人科学会総会で、死後生殖を禁止、凍結精子を本人の死後廃棄する方針が正式に指針に盛り込まれる。
- 4月15日
  - 午後0時19分、三重県でM5.3の地震。亀山市で震度5強、三重県内各地で5弱を観測。
- 4月16日
  - 名古屋高等裁判所金沢支部、航空自衛隊小松基地周辺住民の騒音被害に関する損害賠償訴訟で、国に11億8800万円の賠償を命じる判決。ただし飛行差し止めについては、国が米空軍の活動を規制できないとして却下。
  - 房総半島沖の太平洋上で、海上自衛隊、米海軍、インド海軍による初の3ヶ国合同訓練開催。
  - TOTO、温水洗浄便座ウォシュレットの一部で発煙・発火事例が29件発生したため、18万559台を無料修理。
  - 落語家林家正蔵、東京国税局から約1億2000万円の申告漏れを指摘され、一部に意図的な所得隠しがあったとして、重加算税を含む4500万円を追徴課税されていたことが判明。
- 4月17日
  - JR長崎駅前で、選挙演説を終えた直後の長崎市の伊藤一長市長が、山口組系暴力団幹部に銃撃され、翌日に死亡した。
  - エジプト検察当局、イスラエルのためにスパイ行為を働いたとして、日本人2名を含む外国人3人を訴追。
- 4月18日
  - 富山県立山町の北アルプス・立山連峰で雪崩発生、1人死亡2人軽傷。
  - 東京地方裁判所、ブラザー工業の社員2人がラベルライターの発明対価を求めた訴訟で、同社に3700万円の対価支払を命じる判決。
  - TBSの番組「みのもんたの朝ズバッ!」内で、不二家の賞味期限切れ食材問題について事実と異なる報道がなされたと不二家側から抗議を受けた件に関し、同日の番組内で正式謝罪。
- 4月19日
  - アメリカ・コロラド州で服役し釈放された後強制送還された日本赤軍メンバーを、成田空港到着直後に逮捕。
  - 最高裁判所、1999年、2人を殺害した池袋通り魔殺人事件の犯人による上告を棄却、死刑確定。
  - 楽天、TBS株式を発行株式数の20%超まで買い増し、持分法適用会社とする意向を表明。
- 4月20日
  - 神奈川県相模原市内で男性を射殺した暴力団関係者の男が、東京都町田市の自宅アパートに立てこもり、取り囲んだ警視庁車両に発砲。翌21日未明、警察がガス銃を使い突入するが男は拳銃で自ら頭を打ち自殺を図っており重体に。
  - 香川県高松市でも立てこもり事件。夫が包丁で長女を人質に立てこもり、銃刀法違反で現行犯逮捕される。
- 4月21日
  - 冷凍食品大手加ト吉、外部調査委員会により、2006年までの6年間に100億円規模の循環取引があったことが認定される。
  - 大阪府警淀川警察署、2006年12月に電車内と駅トイレでの2件の暴行容疑で逮捕した男が、同年8月、特急列車内でも暴行事件を起こしていたとして再逮捕。
- 4月22日
  - 第16回統一地方選挙
    - 一般市町村および東京23区（台東区を除く）の首長・議会選挙。

  - 参議院、福島県・沖縄県選挙区補欠選挙。福島県選挙区は、民主党公認・国民新党推薦の増子輝彦が、沖縄県選挙区は自由民主党・公明党推薦の島尻安伊子が当選。
  - 奈良県生駒市の総合スポーツ公園の用地取得を巡る背任容疑で、同市の市議会議長を逮捕。
- 4月23日
  - セブン&アイ・ホールディングス、東京都内のセブン-イレブン1500店舗に、新電子マネー「nanaco」導入。
  - リクルートによる調査で、2008年の大卒新人の有効求人倍率が、1992年以来16年ぶりに2倍を超えることが判明。
  - 東京都立広尾高等学校の教諭が、卒業生2750人分の個人情報を紛失、東京都教育委員会が公式謝罪。
  - 米格付け会社スタンダード・アンド・プアーズによる日本国債の格付けが、AA-から2002年以来5年ぶりにAAに引き上げられる。
- 4月24日
  - 小学6年生と中学3年生を対象に、43年ぶりとなる全国学力調査実施。
  - 東京地方裁判所、1992年から2000年にかけ女性10人を襲い2名を死亡させた準強姦致死、死体損壊・遺棄容疑で逮捕された被告に対し、求刑通り無期懲役判決。ただし2000年にイギリス人元客室乗務員が殺害された事件については、根拠が乏しいとして無罪判決。
- 4月25日
  - 警視庁と兵庫県警、1974年に子供2人が拉致された事件について、容疑者の女の自宅および朝鮮総連関連の2団体などを国外移送目的略取などの疑いで家宅捜索。翌日、容疑者の女に対する逮捕状を取り、ICPOを通じ国際手配。
  - 和歌山地方裁判所、1992年から2000年にかけ、自ら出産した乳児3人を殺害した女に対し、懲役8年の判決。
  - TBSの深夜番組「第二週刊アサ（秘）ジャーナル」が栃木県那須町で行っていたロケ中に、女性タレントがバギーで柵に激突し、右腎臓を損傷する大けが。
- 4月26日
  - 甲府地方裁判所、台湾から観光で来日した女子大生に対する強姦殺人死体遺棄容疑に問われた被告に無期懲役判決。
  - 国土交通省、日本オーチス・エレベータが六本木ヒルズ・森タワーに設置したエレベーター11基のうち8基のワイヤーロープに破損が発見されたことを受け、同社が管理する全国約5万基以上のエレベーターの緊急点検を指示。
  - 松本正之JR東海社長、2025年に首都圏〜中京圏でリニアモーターカーの営業運転を開始する目標を表明。
- 4月27日
  - 神奈川県横浜市で28棟を焼く火災が発生。
  - 東京駅丸の内口正面に新丸の内ビルディングオープン。
  - 東京都内の50のガソリンスタンドで、植物性エタノールを混合したバイオガソリンの販売開始。
  - 最高裁判所、中国人慰安婦や労働者、およびその遺族らからの戦後賠償を求める計4件の訴訟について、「1972年の日中共同声明をもって個人の賠償請求権は放棄された」としてすべて却下。
  - 米シティグループ、日興コーディアルグループに対するTOB成立を発表。
- 4月28日
  - 福岡市西区で、集団密入国を図る韓国人らしき外国人11名が発見され、パスポートを所持していなかった7名と手引役の日本人1人を逮捕。
  - 関東地方の荒天で、茨城県龍ケ崎市で男性1人が落雷により死亡、東京都江戸川区では突風でイベント会場のテント10張が強風で飛び子供10名を含む21人が負傷。
- 4月29日
  - 2005年に成立した改正祝日法により、この年よりこの日は「昭和の日」に（2007年は日曜日のため翌30日が振替休日）。
  - 長崎県警、長崎市長射殺事件で、建設会社「小川組建設工業」社長を殺人幇助容疑で逮捕。
  - 読売新聞東京本社、東京国税局から、2006年3月までの5年間に約4億7900万円の申告漏れを指摘され、重加算税を含む約1億7500万円を追徴課税されていたことが判明。
- 4月30日
  - 名古屋市と三重県四日市市で、28日から公開された映画「バベル」を見た複数の観客が、照明が点滅するシーンを見て吐き気など体調不良を訴えたことが判明。
  - 安倍晋三総理大臣、総理大臣として初めてクウェートを訪問。
  - 麻生太郎外務大臣、アメリカ合衆国国務省でライス国務長官と会談、北朝鮮が核施設を停止しない場合、追加の経済制裁を行う認識で一致。

### 5月
- 5月1日
  - 名古屋市東区の三菱東京UFJ銀行東支店に強盗が押し入り、女性行員を人質に立てこもったが、約1時間後に逮捕。犯人は奈良県桜井市の国税調査官。
  - 警察庁、未解決犯罪捜査の有力情報に公費で報奨金を出す捜査特別報奨金（公的懸賞金）制度を開始。
  - 名古屋市と近郊の19市町村を含む地区のタクシーが全面禁煙化。
  - テレビ報道で必要以上に手品の種明かしをされ、損害を被ったとしてプロ・アマ49名の手品師が日本テレビ、テレビ朝日を相手に、訴訟をおこす。
  - 岩手県の岩手山で、登山中の岡山県の夫婦2人が遭難、翌日遺体で発見される。
- 5月2日
  - プロ野球・巨人が、球団創設以来通算5000勝達成。
  - 親和銀行などを傘下に持つ九州親和ホールディングス、福岡銀行を傘下に持つふくおかフィナンシャルグループに、年度内の経営統合を目指した経営支援を要請。
  - 岡山県和気町の山陽自動車道で、直径30センチメートルほどの石7つを含む数十個の石やロケット花火20本などが投げ込まれる事件発生。
- 5月3日
  - 日本国内に7つある心臓移植を実施できる病院の一つ、埼玉医科大学病院が、施設移転に伴う必要な審査を受けず、認定を取り消されていたことが判明。
  - 化粧品メーカー再春館製薬所のホームページに25時間で約14万件の不正アクセスがあり、個人情報が流出した恐れがあるため、同社は本社のある熊本県警に被害届けを提出、ホームページを一時閉鎖。
- 5月4日
  - 2005年に祝日法が改正されたことにより、この年よりこの日は「国民の休日」から「みどりの日」となり、引き続き祝日となる。
  - 皇居吹上御苑初の一般公開。全国3万人の応募から選ばれた100名が立入を許可され、自然観察会が行われる。
- 5月5日
  - 大阪府吹田市にある遊園地「エキスポランド」のジェットコースター「風神雷神II」が脱輪し手すりに激突、19歳の女性1人が死亡、21人が重軽傷。ジェットコースターでの乗客の死亡事故は日本国内初。福井県坂井市の遊園地「ワンダーランド」でも、ジェットコースターの追突事故で4名けが。
  - 三重県警、亀山市の女子中学生を監禁し、身代金を要求した愛知県岡崎市の男を逮捕。
- 5月6日
  - 尾身幸次財務大臣、京都市で行われたアジア開発銀行総会で、日本政府が「アジアクリーンエネルギー基金」と「投資環境整備基金」を創設、最大1億ドルを拠出することを表明。
  - 埼玉県深谷市の東京成徳大学深谷高等学校校舎内で、同校の3年生生徒が自殺。
  - 米メジャーリーグ・ニューヨーク・ヤンキースの松井秀喜が日米通算2000本安打を達成。日米通算での2000本安打はシアトル・マリナーズのイチローに次いで2人目。
- 5月7日
  - 公正取引委員会、海上での石油搬出入に使われる「マリンホース」の販売においてカルテルを結んだとして、ブリヂストンと横浜ゴムの本社を立入検査。
  - JR西日本大阪環状線大阪城公園駅で、痴漢容疑で取り押さえられた男が線路に逃走、列車3本が運休、23本が遅れ、約2万8000人に影響。
  - 大相撲大関・栃東が、脳梗塞による現役引退を表明。
- 5月8日
  - 広島県三原市の山陽自動車道三原久井IC付近で、大型トラックに追突されたマイクロバスが横転、バスに乗っていた社員旅行中の島根県江津市の化学会社社長が死亡、20人重軽傷。
  - 東京地方裁判所で、裁判中に裁判官に襲い掛かり法服を破った、自称リビア人の男を逮捕。
- 5月9日
  - 日本各地で真夏日を記録した暑さの影響により、22都府県で光化学スモッグ注意報発表。
  - トヨタ自動車の2007年3月期決算で、日本企業史上初めて営業利益が2兆円を突破。
  - 安倍晋三総理大臣の公設秘書ら、長崎市長射殺事件への関与をうかがわせる記事による名誉毀損で『週刊朝日』を提訴。
- 5月10日
  - 公安調査庁、団体規制法に基づき、宗教団体「アーレフ」（元「オウム真理教」）、および同団体を脱退した上祐史浩が代表を務める「ひかりの輪」の関係箇所を立入検査。「ひかりの輪」事務所内で麻原彰晃元オウム真理教教祖の写真など発見。
  - 公正取引委員会、納入業者に不当に販売員を派遣させた独占禁止法違反容疑で、群馬県前橋市のヤマダ電機本社および複数の店舗を立入検査。
  - 正午から、熊本県熊本市の慈恵病院が、赤ちゃんポスト「こうのとりのゆりかご」の運用を開始。同日、3〜4歳とみられる男児が遺棄される。
  - 札幌地方検察庁、ホームセンター「ホーマック」の経営統合情報を利用したインサイダー取引容疑で、東京都杉並区の建築デザイン会社社長を逮捕。
- 5月11日
  - 上智大学の学生がはしかに集団感染したとして、同大学は19日まで全学部・大学院を休講。
  - 東京地検特捜部、公正取引委員会が緑資源機構談合事件の強制捜査で押収した証拠品を紛失、誤って破棄されていたことが判明。
  - 全国知事会会長選挙で、現職の麻生渡福岡県知事以外に立候補がいないため麻生知事の無投票再選決定。
- 5月12日
  - サッカーくじ販売システムにシステム障害が発生、翌日まで販売を停止。
- 5月13日
  - 山口県美祢市に、日本初の民間（PFI方式）刑務所である美祢社会復帰促進センターが開庁。
  - 兵庫県加西市で、2度目の市長不信任決議案が可決され、中川暢三市長が失職。
- 5月14日
  - 日本国憲法改正の手続法となる国民投票法、参議院で可決成立。
  - 京都府警田辺警察署、同志社大学ラグビー部員の3人の男を、猥褻目的略取で逮捕。同部は事件を受け対外試合を自粛。
- 5月15日
  - 福島県警会津若松警察署、母親を殺害し切断した頭部を持って自首した17歳の少年を逮捕（会津若松母親殺害事件）。
  - NTT東日本のインターネット接続サービス「フレッツひかり電話」で広範囲に渡って通信被害。東京都の23区以外の一部、および北関東、北海道、東北、甲信越の計14都道府県で被害。
- 5月16日
  - 2005年時点での日本人男性の喫煙率が39.3%と、初めて40%を下回ったことが、厚生労働省の「2005年国民健康・栄養調査」で判明。
  - アメリカ系投資ファンド・スティール・パートナーズ・ジャパン、ブルドックソースへのTOB開始。
  - 愛媛県宇和郡愛南町が約4万2000件の情報流出を確認と発表（愛南町個人情報流出事件）。
  - 今月9日にステーキチェーンペッパーランチ心斎橋店で女性客に強盗強姦を行ったとして、大阪府警が同店の店長と同僚の2名を強盗強姦と逮捕監禁致傷容疑で逮捕。
- 5月17日
  - 自動車のナンバープレートの希望番号制で、一部地域のみ特定の番号を抽選番号へ移行（昨年5月18日段階よりさらに増やす）。予約受付は5月7日から。
  - 北海道日本ハムファイターズの田中幸雄がプロ通算2000本安打を達成。日本ハムに所属歴のある選手の名球会入りは、張本勲・大杉勝男に次いで3人目だが、生え抜きでは最初の名球会入り。
  - 愛知県愛知郡長久手町長配二丁目（現：長久手市長配二丁目）の元暴力団組員の50歳の男が、元妻を人質に取り自宅に立てこもり、拳銃で家族と警察官の4人を銃撃、愛知県警の特殊急襲部隊(SAT)に所属する23歳の警察官を射殺。妻は翌18日夕方に逃げ出し、犯人の男は同20時50分ごろ投降、逮捕。
- 5月18日
  - 京都府警、ファイル交換ソフトWinnyを使い、販売前の漫画を無断配信していた大阪市と盛岡市の男、および東京都足立区の17歳の高等専門学校生を、著作権法違反容疑で逮捕。
- 5月19日
  - 神奈川県三浦市沖の相模湾で、伊豆大島から東京港に向かっていた東海汽船所有の高速船が高波に衝突、窓ガラスが割れ27人がけが。
  - ダスキン、ミスタードーナツで販売されたゼリー約27,700個に賞味期限の表示漏れが見つかったため自主回収。
- 5月20日
  - 岡山県で行われた男子ゴルフのマンシングウェアオープンＫＳＢカップで、15歳８カ月のアマチュア・石川遼が日本男子ツアー史上最年少の15歳で優勝。
  - 鹿児島市の桜島昭和火口から、噴煙が約1,500mに達する大規模な噴火。
  - 岡山市で、水道管破裂により周辺150mが冠水、一部建物が浸水。周辺で水圧低下や濁水などの影響。
- 5月21日
  - 民法772条第2項の規定に関し、5月7日の法務省通達に基づき、医師の証明を前提に、離婚後に妊娠した新しい夫の子として出生届を受理する特例措置開始。
- 5月22日
  - 東大阪集団暴行殺人事件で主犯格の男に一審死刑判決。
  - 特許庁、アサヒビールが出願していた「イナバウアー」の商標登録を却下。
  - 北海道新ひだか町の牧場が外国人を不法就労させていたとして牧場主ら5人を逮捕。
  - 麻生太郎外務大臣、外務省主催の国際漫画賞創設を発表。
  - 厚生労働省エイズ動向委員会、2006年の日本のAIDS感染者数が952人となり、既に感染している患者406名を含む患者数の合計が1358人と過去最高になったことを発表。
  - 北海道滝川市内にある公園のすべり台に金属製のやすりが仕掛けられる事件が発生。4歳の女児がけが。
- 5月23日
  - NTT東日本とNTT西日本を結ぶひかり電話の接続装置に故障発生。午前6時30分から午前10時過ぎまで一時不通となった。
  - 北海道函館市で2005年、当時10歳の女児の下半身を触ったとして強制わいせつ罪に問われた52歳の男性に函館地裁が無罪判決。
- 5月26日
  - 音楽グループ・ZARDのボーカル、坂井泉水が入院中の病院で転落し、翌27日死去。
- 5月28日
  - 都内赤坂議員宿舎で松岡利勝農林水産大臣が首吊り自殺、部屋からは複数の遺書が見つかった。
- 5月31日
  - 乗客乗員276名を乗せたアムステルダム発関西国際空港行の航空機（KLMオランダ航空）が30日未明、ロシア連邦上空を飛行中に乱気流に遭遇。機体は急激に落下するなどし、乗客はパニックになった。乗員乗客合わせて11名がけがをし、大阪府泉佐野市内の病院へ搬送された。

### 6月
- 6月2日
  - 自動車種類に中型自動車、運転免許種類に中型免許、中型第二種免許、中型仮免許が新設。
- 6月6日
  - 名古屋駅前に建設中のモード学園スパイラルタワーズの32階の高さから長さ約3.5m、重さ100kgの鉄骨が地上に落ちるという事故が発生した。しかし、幸いにも被害は自ビル、道路の損傷にとどまり、けが人などはいなかった。
  - TBSが、千葉県で行われている関東アマチュアゴルフ選手権に出場している石川遼選手の取材に際し、大会前日の3日に情報番組「ピンポン!」のディレクターが同伴競技者にピンマイクを取り付ける依頼を行ったり（拒否したため未遂）、大会2日目の5日には同局のニュース番組「イブニング・ファイブ」が無断でヘリコプターを低空飛行させて石川選手に急接近を図りプレーを中断させるハプニングなどを起こしていたことが判明。TBS側は謝罪したが、関東ゴルフ連盟(KGA)は7日、同局に抗議した。
  - NHN Japanがアソブログのサービスを終了。
- 6月8日
  - 介護サービス大手のコムスンが介護料の水増しや事業所の虚偽申請などをしていた問題で、同社の樋口公一社長が辞意を表明。また親会社のグッドウィル・グループ傘下の同業他社に譲渡する計画を一時立てたが、厚生労働省が難色を示したため計画は凍結した。
  - 読売ジャイアンツ通算5000勝を記念して、同日から行なわれた対楽天、対日本ハム計4連戦をV9シリーズと題し、当時の復刻ユニフォームを着用して試合を行なった。また、6月10日の日本ハム戦では当時のビジターユニフォームを着用して試合を行なった。巨人が本拠地球場での公式戦（日本シリーズなども含む）でビジターユニフォームを着用したのは、1981年の日本シリーズ以来26年ぶりのこと。
- 6月9日
  - 成田国際空港で日本での滞在を終え台湾に帰国しようとした李登輝前総統にペットボトル2本が投げつけられる事件が発生。李前総統にけがはなく、投げつけた犯人もすぐに現行犯逮捕された。
- 6月12日
  - 日本マクドナルドホールディングスは「百円マック」を除く全製品について全国一律価格をやめて地域別価格を導入することを発表。
  - 東京都千代田区にある在日本朝鮮人総連合会（朝鮮総連）の中央本部の土地と建物が5月末、都内の投資顧問会社に売却されていたことが判明。この投資顧問会社の代表は元公安調査庁の長官だったが、6月28日、東京地方検察庁特別捜査部はこの元長官ら3人を詐欺容疑で逮捕。
  - 北海道札幌方面北警察署に軽自動車が突っ込む事件が発生。36歳の男を現行犯逮捕。調べに対し「天国へ行きたかった」などと供述している。
- 6月13日
  - 静岡県浜松中央警察署は15歳の女子高校生にわいせつ行為（淫行）をしたとして、Jリーグ1部(J1)・ジュビロ磐田の22歳の選手を逮捕。なお同選手は6月22日、不起訴となり釈放された。
  - 英会話学校大手のNOVAが、受講契約の際に事実と異なる説明をしていたとして経済産業省はNOVAの一部業務について6か月間の業務停止命令の処分を下した。
- 6月14日
  - 東京・銀座の宝石店に外国人と見られる男2人が約2億円相当のティアラを強奪し、店員に催涙スプレーを吹き付け逃走。
  - 岩手県一関市の寺で、この寺の住職と住職の母親が殺害されているのが発見される。岩手県警察は強盗殺人容疑で捜査。後に被疑者として逮捕された事件当時45歳の女は2008年10月に盛岡地方裁判所で死刑判決を言い渡され、仙台高等裁判所に即日控訴していたが、同年12月に拘置中の仙台拘置支所で首吊り自殺した。本事件は被告人死亡のため公訴棄却となった。
  - 宮城県仙台中央警察署は架空の投資話で現金をだまし取ったとして、仙台市青葉区の47歳の会社経営の男を詐欺容疑で逮捕。被害総額は約27億円と見られる。
- 6月16日
  - 群馬県榛東村の花火工場で爆発事故。1人が骨折の重傷、1人が軽いけが。また周辺の56戸にもガラス破損などの被害。
  - 熊本県熊本市の慈恵病院に設置された「赤ちゃんポスト」に今月12日と15日、ともに男の乳児が預けられていたことが判明。これは5月に預けられた男児に続くもの。病院側はコメントを差し控えている。
  - 今年1月、茨城県内で埼玉県に住む47歳の男性の切断された遺体が相次いで発見された事件で、この男性の46歳の妻を死体遺棄で逮捕。妻は男性の殺害も認めている。
  - 沖縄美ら海水族館で、飼育中では世界で初めてとなるオニイトマキエイ（マンタ）の水中出産に成功したが、約5日後に死亡。
- 6月17日
  - りそなホールディングスと第一生命保険が保険販売の拡充を図る目的で、資本・業務提携することで最終調整の段階まで来ていることが判明。7月末までの合意を目指す。
  - 今年3月、羽田発宮崎行の全日空機内で機長の命令に従わず携帯電話を使い続けた神奈川県平塚市の34歳の暴力団員の男を警視庁東京空港警察署が逮捕。2004年に改正航空法が施行されてから初めての逮捕者。
  - 警視庁渋谷警察署は覚せい剤取締法違反容疑で日本テレビ放送網の33歳の男性ディレクターを逮捕。
- 6月18日
  - 整理回収機構が在日本朝鮮人総聯合会（朝鮮総連）に約627億円の支払いを求めた裁判で、東京地方裁判所は整理回収機構側の請求を全面的に認める判決。
  - 東京都小笠原村にある硫黄島の呼び名が旧島民の要望により「いおうじま」から「いおうとう」に変更することが決定。
  - 居酒屋大手のワタミが、コムスンなどグッドウィル・グループの全部の介護事業を引き受ける意向であることが明らかに。
- 6月19日
  - 東京都渋谷区松濤にある女性専用温泉施設「松濤温泉シエスパ」に隣接する従業員休憩室で爆発事故。女性3人が死亡、男女3人がけが。
  - 東京都新宿区で、28歳の女性が落下した看板の下敷きになり、骨盤骨折の重傷。
- 6月20日
  - 北海道苫小牧市の食肉加工会社ミートホープが、豚肉の混入したひき肉を牛ミンチと偽って出荷したり、期限切れの冷凍食品を転売したり、さらにブラジル産の鶏肉を国産と偽っていたことなどが明らかに。北海道警察は24日、同社及び社長宅などを不正競争防止法違反で家宅捜索。
  - 大阪府高槻市の大阪医大付属病院で5月初め、帝王切開の手術を受けていた女性が宗教上の理由から輸血を拒み死去していたことが判明。女性はエホバの証人の信者だった。
  - 改正建築基準法施行。しかし、法施行の準備不足や手続きの運用についての行き過ぎなどで不況に陥ることとなり、後に建基法不況と呼ばれる。
- 6月21日
  - 香川県高松市で井戸の清掃中に有毒の硫化水素ガスが発生。1人が意識不明の重体。
  - 東大病院で約120人分の入院台帳が紛失していたことが判明。
- 6月22日
  - 埼玉県内のJR宇都宮線で架線が切断する事故。同線と並行する京浜東北線、高崎線が約5時間にわたり不通。
  - 北海道留萌市で昨年8月、覚せい剤を使用した後に乗用車を運転、対向車線にはみ出し3人を死傷させた36歳の男に札幌地方裁判所は危険運転致死傷罪を適用し懲役22年の判決を言い渡した。覚せい剤で同罪が適用されたのは初めて。
- 6月23日
  - 北海道北見市の浄水場に大量の濁水が流れ込み処理できなくなり、市のほぼ全域に当たる5万8千世帯が断水。その最中、神田孝次市長が自身の後援企業社員の結婚式に出席したほか、浄水場を担当する企業課職員を含む20人がサッカー大会に出場していたことが発覚。
  - 放火事件が相次いでいる広島県神石高原町で、高校の野球部の部室に火をつけたとして高校1年の男子生徒を逮捕。
- 6月24日
  - 北海道苫小牧市で第58回全国植樹祭が天皇・皇后を迎えて開催される。北海道での開催は46年ぶり。
  - 調味料メーカー・ブルドックソースの株主総会が行われ、米国の投資ファンドからの敵対的TOBに対する買収防衛策について80%を超える賛成多数で可決。
  - 札幌市中央区のスーパーに白昼、男3人組の強盗が現れ、女性事務員を縛った上で現金約530万円を奪って逃走。
- 6月25日
  - 千葉県船橋市で、隣家に対して毎日のように絶叫するなどした63歳の女が千葉県迷惑防止条例違反で千葉県警船橋東署に逮捕された。女は容疑を否認。
  - 宝くじの一つであるナンバーズのオンラインシステムでトラブル。当選番号と当選金額の発表が遅れる事態に。
  - 予備校・学習塾「未来工房 アンビシャス」を運営する会社「グリーン・フィールド」が経営悪化を理由に全国各地にある16教室を閉鎖。破産手続きに入る[4]。
- 6月26日
  - 日本テレビ放送網が2月に放送したニュース番組について、BRCが「放送倫理違反があった」と認定。
  - 仙台市宮城野区のマンションの一室で爆発事故。中学生の男女6人のうち1人が重体。5人が重軽傷。当時この一室では「ガスパン遊び」が行われていた。
  - 大相撲・時津風部屋に所属していた17歳の力士がけいこ後に体調不良を起こし死亡。
- 6月27日
  - 大阪市は高校卒と偽って採用されていた965人を1か月の停職処分に。ただし処分は2回に分けて行われる。
  - 神戸市に本社を置くサンテレビの42歳の男性技術社員が酒気帯び運転で乗用車に追突。乗用車の36歳の男性に軽傷を負わせ逮捕。

- 6月28日

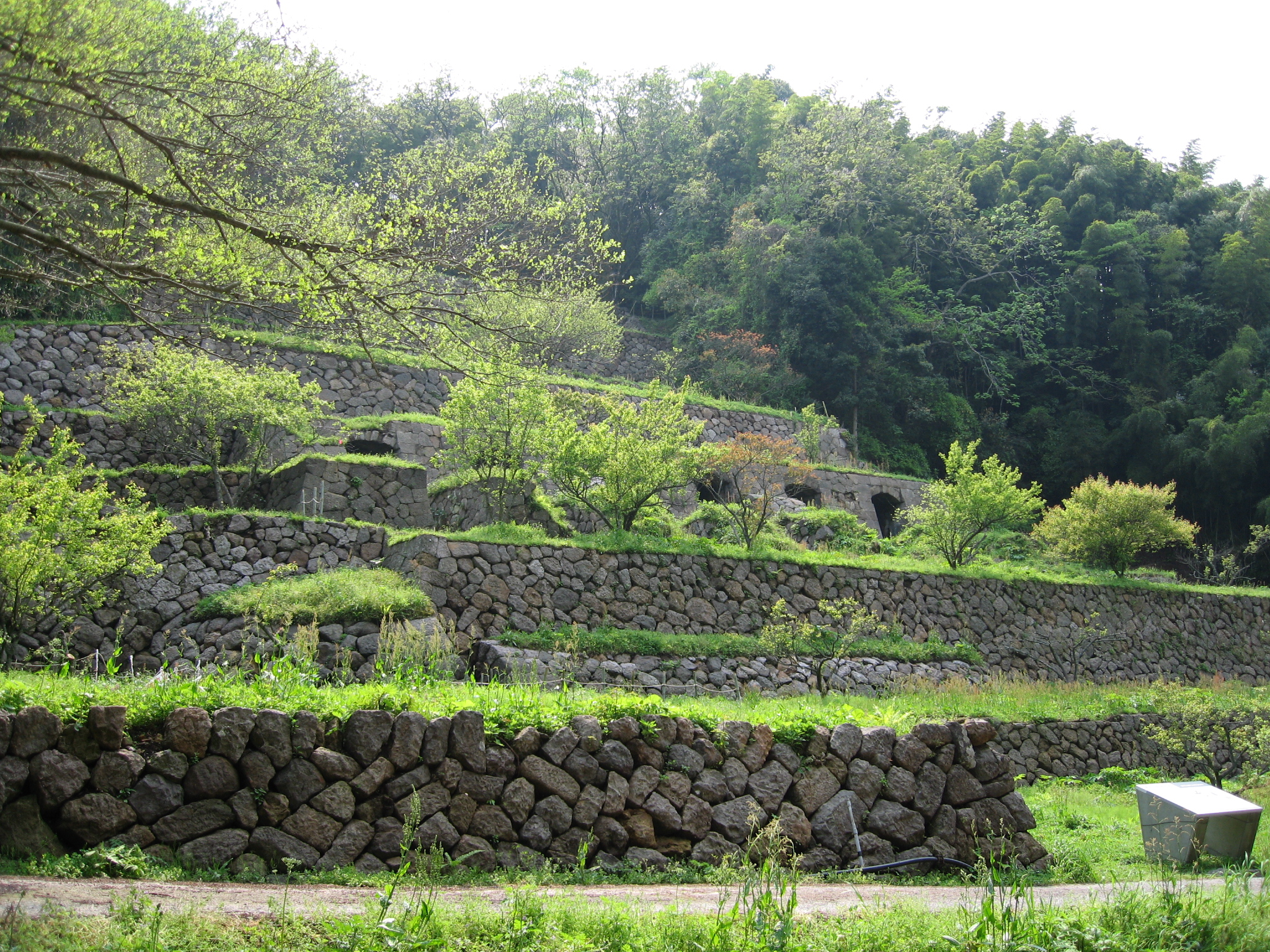
石見銀山

  - 宮澤喜一元内閣総理大臣が東京都内の自宅で老衰のため死去。享年87。
  - 島根県の石見銀山がユネスコの「世界遺産」に認定。日本では14件目。
  - 青森県八戸市で母子4人が殺害される事件が発生。一方父親は岩手県内でがけ下に転落して死亡。青森県警で関連について捜査。
  - 朝鮮総連本部ビル売却問題に絡み朝鮮総連から35億円の不動産詐欺をした疑いで東京地検特捜部が、元公安調査庁長官でハーベスト投資顧問社長の緒方重威や、元自民党衆議院議員秘書の満井忠男ら3人を逮捕した[5]。
- 6月29日
  - フジテレビは約900万円の会合費を不正に請求していたとして54歳の前報道局長の男を懲戒解雇。一方フジテレビ自体も3年間に約2億円の所得隠しを東京国税局から指摘されていたことが発覚。
  - 自民党の加藤紘一元幹事長が衆議院で行われた安倍内閣への不信任決議案の採決の際、賛成を示す「白票」を持って壇上に上がるハプニングを起こしていたことが発覚。なお同決議案は与党の反対多数で否決。
  - 歌手の華原朋美が所属事務所から解雇されていたことが明らかに。
  - ロシアモスクワで行われていた第13回チャイコフスキー国際コンクールのバイオリン部門で、大阪府出身神尾真由子が優勝。
- 6月30日
  - 久間章生防衛大臣が千葉県で行われた講演で米国による原爆投下を「戦争を終結させるためにはしょうがない」と発言。この発言に対し広島・長崎両市や野党だけではなく、自民党内からも反発の声が上がり、久間大臣は7月3日、引責辞任。
  - 大阪府警察は恐喝容疑でタレントの羽賀研二と元ボクシング世界王者の渡辺二郎ら4人を逮捕。羽賀は容疑を否認しているが、その後の調べで羽賀の主導で犯行が行われていることが明らかに。

### 7月
- 7月1日
  - JRグループ7.1ダイヤ改正。
    - 東海道・山陽新幹線でN700系電車の運用を開始。
    - 芸備線三次駅 - 広島駅間を運行していた急行「みよし」が廃止され同区間から急行列車が消滅。

  - NTT東日本、NTT西日本、電話番号案内サービスからそのまま相手先の電話番号につなぐ「DIAL104」サービスを開始。
  - さくらももこの「ちびまる子ちゃん」が新聞の4コマ漫画として『中日新聞』『東京新聞』『北海道新聞』『西日本新聞』などで連載開始。
  - 歌手・松山千春のコンサートを販売目的で無断で録音していたとして、富山県警は福井県の41歳の男を著作権法違反で逮捕。
  - 横浜市の中学校で2004年、当時3年生の柔道部員の男子生徒を投げ技などをかけ急性硬膜下血腫の重傷を負わせたとして28歳の男性教諭を神奈川県警が書類送検。
  - 会合の会場で鈴木宗男衆議院議員を大声で脅したとして、北海道警札幌中央署は51歳の無職の男を現行犯逮捕。
- 7月3日
  - 大手製紙メーカー・王子製紙の46歳の男性社員が偽の千円札2枚を使ったとして警視庁に逮捕。「会社のプリンターで偽造した」と供述。
  - 神奈川県小田原市の20歳代の男性教諭が2006年1月、当時小学6年生の男子児童の背中に事実無根の張り紙をしていたことが発覚。この児童は約1か月間不登校の状態に。
  - 京都市伏見区の民家で高校生と中学生の3人兄妹が42歳の父親に睡眠薬を飲まされた上、首を絞められて殺害される事件が発生。京都府警はこの父親を逮捕。父親も睡眠薬を大量に服用し一時意識不明となった。
- 7月4日
  - 水産メーカー・マルハの子会社が、期限切れのマグロを使った原料約2.3トンを近畿以東の本州に出荷していたことが発覚。
  - 製紙メーカー・日本製紙の釧路工場と旭川工場で相次いで基準を超える窒素酸化物を含んだばい煙を排出し、そのデータを改ざんしていたことが発覚。
  - ヤマト運輸が旅行業大手のJTBの子会社から廃棄を依頼された旅行申込書の控え約1800件を紛失していたことが明らかに。
- 7月5日
  - 高市早苗・内閣府特命担当大臣の警護を担当している警視庁の39歳の警部補が痴漢行為で逮捕されていたことが発覚。警部補は「酔っていて覚えていない」と否認。
  - 東京・有楽町のビルで、23歳の女性が倒れているのが発見される。緊急配備の結果、埼玉県内で容疑者の身柄を確保し逮捕。容疑者はこの女性の23歳の夫だった。女性は一時意識不明に。
  - 静岡新聞の6月26日付朝刊のコラムの記事について、ウィキペディアの記事を剽窃していたことが同社の調査で判明。5日付の朝刊でお詫びを掲載する事態に。
- 7月6日
  - 大手菓子メーカー・ロッテの系列会社が製造・販売している使い捨てカイロが表示と異なり短時間しか持続しないことが判明。同社は全商品の自主回収を始めた。
  - 九州地方北部や四国地方などで局地的な大雨。愛媛県松山市で1人が死亡。熊本県では避難勧告が発令。
- 7月7日
  - 東京都足立区で昨年4月に行われた学力テストで、1位になった小学校がテスト中に児童の誤答を指さしで気付かせたり、一部の児童の答案を抜き取るなどの不正行為をしていたことが判明。
  - 元「モーニング娘。」メンバーでアイドル歌手の飯田圭織のファンミーティングイベントとしてバスツアーが開催されたが、前日に飯田の結婚・妊娠が報道され騒動となっていたことからインターネット上で話題となった。
- 7月8日
  - 東海道新幹線小田原駅で男性が東京発新大阪行ののぞみ155号に飛び込み死亡する事故が発生。その後の調べで死亡したのはJR東海の30歳の社員であったことが判明。
  - 大阪府警枚方署で取調中の17歳の少年が警察官が居眠りしているすきに逃走する事件が発生。その後、9日午後に少年の身柄を確保し逮捕。
- 7月9日
  - ブルドックソースの敵対的TOBに対する防衛策について米国系の投資ファンドが発動の差し止めを求めた控訴審で、東京高裁は投資ファンド側の抗告を棄却。裁判長は投資ファンドについて「乱用的買収者」と厳しく批判。投資ファンド側は判決を不服として最高裁に即時特別抗告。
  - 日本相撲協会は講談社が発行している「週刊現代」の八百長疑惑報道について、発行人及び編集長、記事の執筆者を名誉毀損で東京地検に刑事告訴。
  - テレビ東京の「TVチャンピオン2」で今年3月の収録中に、30歳の女性が全治2か月の大けがを負う事故が発生していたことが発覚。
- 7月10日
  - 牛ミンチ偽装事件を引き起こした北海道苫小牧市の食肉加工会社「ミートホープ」並びに同社の社長が自己破産を申請することが明らかに。
  - 6月19日に女性3人が死亡する爆発事故を起こした東京都渋谷区の女性専用温泉施設「松濤温泉シエスパ」が再開を断念、解体されることに。
- 7月12日
  - 第21回参議院議員通常選挙が告示。改選121議席に377人が立候補した。
  - 日本銀行が追加の利上げを見送り。
  - フジテックが製造したエレベーター560基が強度の低い鋼材により強度不足に。鋼材はJFEグループの会社から購入されたもので、発覚を遅らせるため別の製品の証明書を添付していた。
- 7月14日
  - 北海道弟子屈町の屈斜路湖にある森林が、横浜市と北海道清里町の業者により違法に伐採されていたことが発覚。横浜市の業者は自社の所有と偽って申請し、弟子屈町も確認を怠っていた。
- 7月15日
  - 非常に勢力の強い台風4号が日本列島を縦断。これまでに死者4名、行方不明2名、重軽傷72名。また交通機関にも大きな乱れが生じた。
  - 埼玉県富士見市で19歳の男子学生が30歳代の男に傘で左目を突かれる事件が発生。学生は意識不明の重体、男は逃走。
  - 北海道旭川市のガソリンスタンドの地下水から基準を大きく超える有害物質のベンゼンを検出。ガソリンスタンドは改善されるまで閉鎖される事態に。
  - Auがコンピュータシステムの不具合により2桁多い金額を記載した督促状を約2万5千人に送付していたことが明らかに。
- 7月16日 - 新潟県中越沖地震 (M6.8) が発生。最大震度6強を記録し、死者15人、負傷者2,345人が出た。
- 7月22日 - 群馬県知事選挙で前群馬県議会議長で自民党公認の大澤正明が現職の小寺弘之を破り当選。
- 7月29日
  - 第21回参議院議員通常選挙で民主党が大躍進し、参議院第一党に。一方、自民党・公明党の連立与党惨敗。改選数1の29県選挙区で自民党は6勝23敗となり、滋賀県や岡山県など12県選挙区では非改選と合わせて自民空白県となった。衆参ねじれ結果に。
  - 衆議院岩手1区補欠選挙で民主党の新人候補が当選。
- 7月31日 - 兵庫県豊岡市で野生のコウノトリが日本で46年ぶりに巣立ちをする。

### 8月
- 8月1日
  - 警視庁の放置車両確認事務民間委託地域 52警察署に拡大。
  - 赤城徳彦農林水産大臣が辞任。
  - 日本相撲協会、ひじの骨折を理由に巡業を休んだ最中にモンゴルでサッカーに参加したことが報道された横綱朝青龍明徳に対し、2場所の出場停止および減俸、謹慎処分を科す。
- 8月2日
  - 関西国際空港の2本目の滑走路が供用開始。
  - サハリン沖で発生した地震により、北海道沿岸で最大30 cm程度の津波を観測。
- 8月7日 - 第167臨時会召集。この日、元民主党の江田五月が参議院議長に就任。1956年以来自民党が持っていた参議院議長のポストが初めて自民党を離れ民主党へ移った。8月10日に閉会。
- 8月8日 - 第89回全国高等学校野球選手権大会が阪神甲子園球場にて開幕。
- 8月14日 - 第89回全国高等学校野球選手権大会の大会第7日第3試合、宇治山田商（三重）対佐賀北（佐賀）は、延長15回の末4－4で引き分け、大会規定により引き分けとなった。大会規定による引き分け再試合は前年大会の決勝戦、早稲田実業（東東京）対駒大苫小牧（南北海道）（1－1で引き分け再試合となって）以来で、5回目。
- 8月15日 - 第89回全国高等学校野球選手権大会で、仙台育英のエース佐藤由規投手が対智弁学園戦で、甲子園最速の155Kmを記録。
- 8月16日 - 岐阜県多治見市・埼玉県熊谷市でそれぞれ日本観測史上最高となる気温40.9℃を観測。
- 8月17日 - 日経平均株価が874.81円安と、2000年代最大の下げ幅を記録。
- 8月18日 - JRA、競走馬に馬インフルエンザ蔓延が確認されたため、この日と翌日に新潟競馬場、函館競馬場、小倉競馬場で施行予定の全競走を中止。
- 8月20日 - 那覇空港で台北発のチャイナエアラインが着陸後、駐機場で爆発炎上。乗員1人が怪我。
- 8月22日
  - 第89回全国高等学校野球選手権大会の決勝戦が阪神甲子園球場で行われ、佐賀北（佐賀）が広陵（広島）を5－4で下し、初優勝を果たした。佐賀県勢の優勝は1994年夏（第76回）の佐賀商以来13年ぶり2回目。
  - 岡山県警捜査二課、岡山県和気町の軽油製造工場が不正軽油約96リットルを組織的に密造し、軽油引取税を脱税したとして、大阪市大正区泉尾1丁目の会社役員の男ら3人を地方税法違反容疑で逮捕[6]。
- 8月23日
  - 海上自衛隊のヘリコプター搭載護衛艦DDH-181「ひゅうが」が進水。
  - 百貨店大手の三越と伊勢丹が2008年4月1日をもって経営統合、三越伊勢丹ホールディングスを設立することを発表。
- 8月25日
  - 長居陸上競技場で世界陸上2007開催。9月2日まで。
  - インターネットの闇サイト「闇の職業安定所」で集まった男3人組が[7]、愛知県名古屋市千種区春里町の路上で[8]、通りすがりの会社員女性を拉致し、同県愛西市内佐屋町で殺害[9]。遺体を岐阜県瑞浪市内の山中に遺棄した事件が発覚[9]。犯人3人のうち、1人は第一審の死刑判決が控訴取り下げにより確定（2015年に刑執行）[10]。2人は無期懲役が確定したが[10]、そのうちの1人（堀慶末）は碧南市パチンコ店長夫婦殺害事件（1998年6月発生）などの余罪が判明し、同事件で2019年8月に死刑判決が確定している[11]。

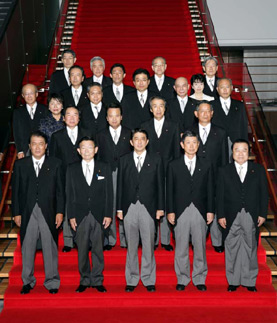
第一次安倍改造内閣

- 8月27日 - 第一次安倍改造内閣が発足。
- 8月28日 - 日本で皆既月食が観測された。なお本州のほとんどが雲で覆われ観測できず。

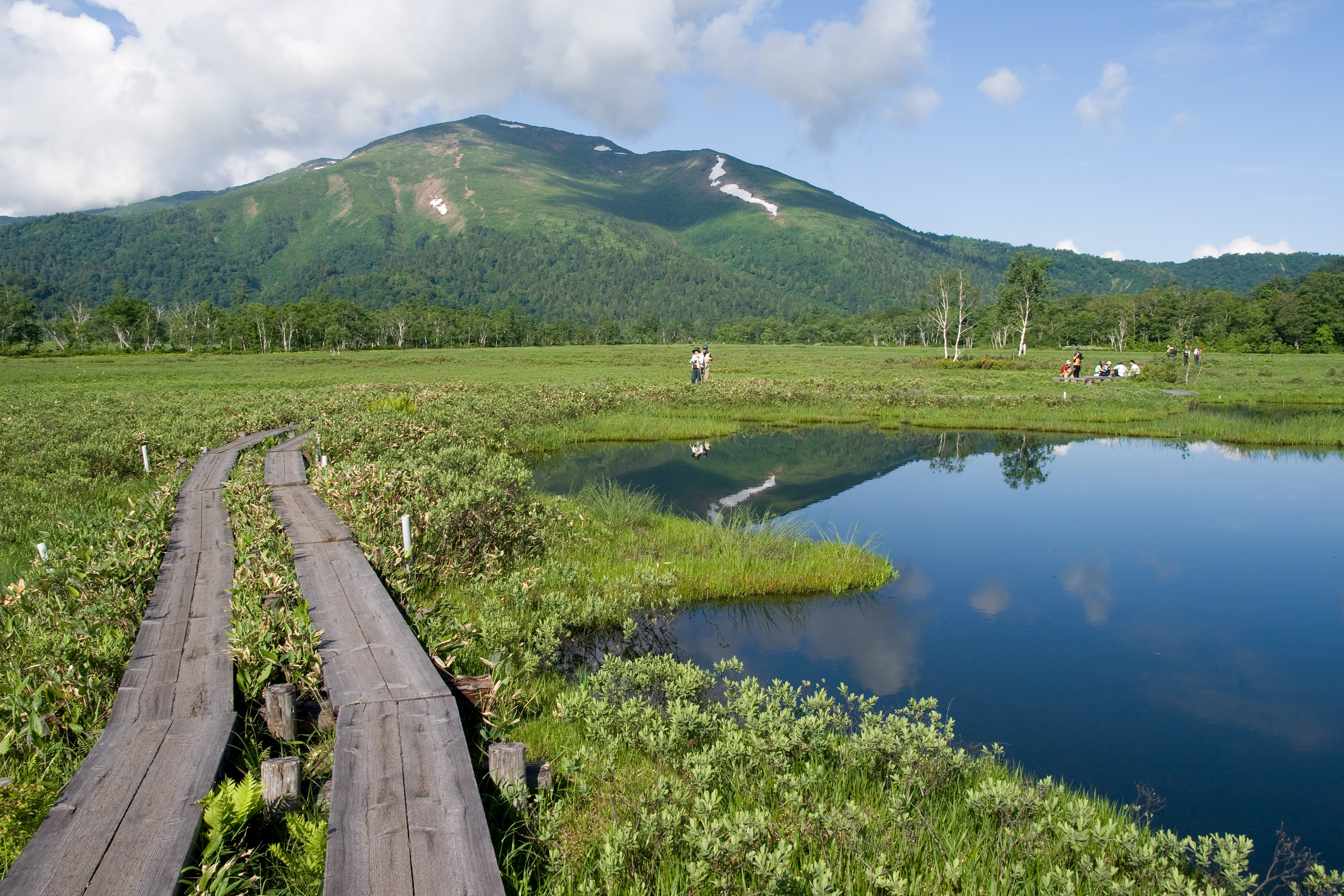
尾瀬国立公園

- 8月30日 - 尾瀬国立公園が誕生（29番目の国立公園）。
- 8月31日 - キャラクター・ボーカル・シリーズ「初音ミク」が発売を開始。

### 9月
- 9月1日
  - JR西日本が岡山、広島地区（広島シティネットワーク）135駅にICカードICOCA導入、サービス開始予定。ICOCAのアーバンネットワーク外の初展開である。
  - 防衛省設置法改正に伴い、防衛施設庁が防衛省に統合され廃止され、装備本部は装備施設本部に改編された。また、全省的な法令遵守状況などをチェックするために、特別の機関として防衛監察本部が発足。
- 9月3日
  - 自らが組合長を務める団体の補助金不正受給の引責の形で、遠藤武彦農相が辞任。在任期間はわずか8日で、憲政史上2番目の短さとなった。翌日、後継に若林正俊が就任。
  - 大丸と松坂屋ホールディングスが経営統合し、J.フロント リテイリングが発足。
- 9月7日
  - 台風9号が関東地方を直撃。
- 9月8日
  - 2004年の台風23号で運休していた高山本線の高山駅から猪谷駅までの復旧工事が終了し高山駅から猪谷駅までの運転が再開。これにより名古屋駅から（もしくは新大阪駅）から高山駅までの運転となっていた特急ワイドビューひだは富山駅までの運行が再開される。
  - 大井川鐵道で動態保存されていた蒸気機関車C11 312が老朽化に伴いさよなら運転を実施。今後は同鐵道の他の蒸気機関車の部品供給用として静態保存される予定。
  - 9月9日まで、オーストラリアシドニーでAPEC首脳会議開催。
- 9月10日 - 第168回臨時国会が開会。会期は62日間。衆参ねじれ国会の中、テロ対策特別措置法の延長が最大の焦点になる。
- 9月12日 - 安倍晋三首相（自民党総裁）が突然の辞任表明。「テロ特措法の延長困難」などを辞任理由に挙げたが、健康上の問題があることも与謝野馨内閣官房長官が明かす。

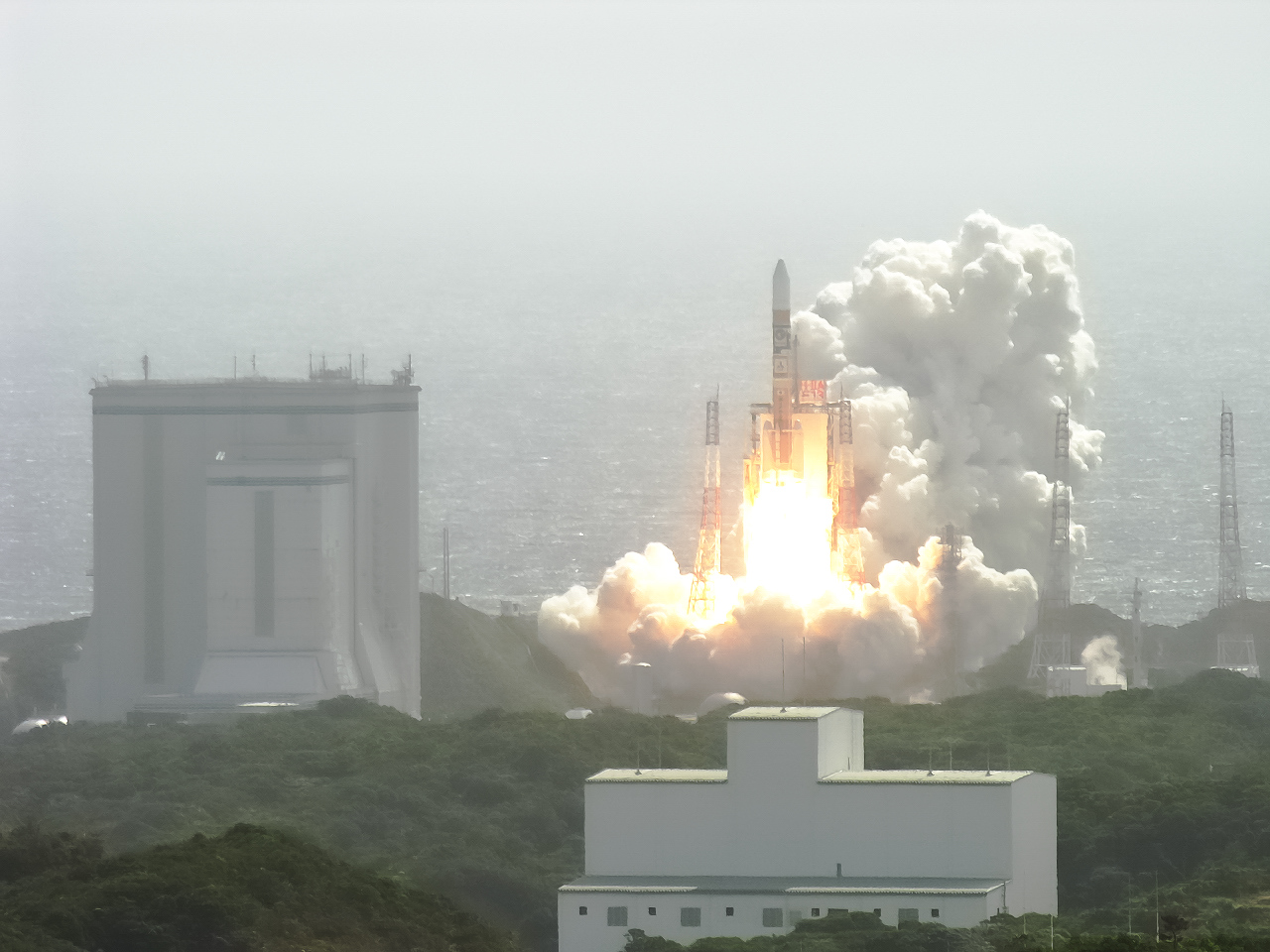
H-IIAロケット13号機による「かぐや」の打ち上げ

- 9月13日 - JAXAがセレーネ計画の月探査衛星をH-IIAロケットで種子島宇宙センターから打ち上げ。
- 9月14日 - 日本の月探査衛星「かぐや」、打ち上げに成功。
- 9月17日 - 京都府京田辺市で16歳少女が父親を殺害する（京田辺警察官殺害事件を参照）。
- 9月20日 - 新型『PlayStation Portable (PSP-2000)』発売。
- 9月23日 - 安倍首相の辞任に伴う2007年自由民主党総裁選挙において、福田康夫が麻生太郎を破り第22代自由民主党総裁となる。
- 9月26日 - 福田康夫が第91代内閣総理大臣に任命される。
- 9月27日
  - KDDIがAuおよびDIONのブランドをau oneに移行。
  - ミャンマーで軍事政権に対する反政府暴動を取材していた日本人カメラマンが死亡。高村正彦外務大臣がミャンマー政府に抗議。警視庁が捜査のために現地に捜査員を派遣。映像の分析および解剖の結果、軍関係者により至近距離から射殺されたことが判明。ミャンマー政府関係者は政府の関与を否定。
- 9月22日 - 25日 - 第20回全国スポーツ・レクリエーション祭「スポレクあおもり2007」開催。
- 9月28日 - 30日 - 富士スピードウェイで1977年以来30年ぶりとなるF1開催。→2007年日本グランプリ (4輪)
- 9月29日 - 沖縄戦慶良間島での集団自決の記述をめぐる教科書検定問題で、宜野湾市海浜公園にて県民集会が開催される。一部マスコミでは11万人との報道がなされたが、少なくとも2万人あまりが集会に参加したものとみられる。
- 9月30日 - NHK衛星アナログハイビジョン放送(BS9ch)の放送が終了（正式には10月1日午前1時で番組送出を終了）。

### 10月
- 10月1日
  - 郵政民営化に伴い、日本郵政公社が解散。日本郵政株式会社を持株会社として、郵便事業株式会社、郵便局株式会社、株式会社ゆうちょ銀行、株式会社かんぽ生命保険、独立行政法人郵便貯金・簡易生命保険管理機構が発足。
  - マルハとニチロと経営統合し、「マルハニチロホールディングス」を設立。
  - 三菱・ランサーエボリューションX発表。
  - JRグループ10.1秋のダイヤ改正。
  - 気象庁が緊急地震速報を開始。
- 10月3日 - 警視庁、宮城県警察、福島県警察の合同捜査本部、エル・アンド・ジーを出資の受入れ、預り金及び金利等の取締りに関する法律（出資法）違反容疑で強制捜査。同社による「円天」について詐欺およびマルチ商法の疑いも。
- 10月4日 - 日本で最も美しい村連合総会が長野県大鹿村で開催。
- 10月5日 - 日本相撲協会、緊急理事会で、6月26日に序ノ口力士が死亡した時津風部屋の親方双津竜順一の解雇、北の湖理事長らの減俸処分を決定。部屋は所属力士時津海正博が引退、年寄時津風を襲名し継承、存続（時津風部屋力士暴行死事件を参照）。
- 10月6日 - 大阪府寝屋川市のコンビニエンスストアで居直った万引き犯が追跡してきた従業員を刺殺する。
- 10月12日 - 三重県の赤福の賞味期限、原材料表示偽装が発覚。10月19日に無期限営業停止処分となる。

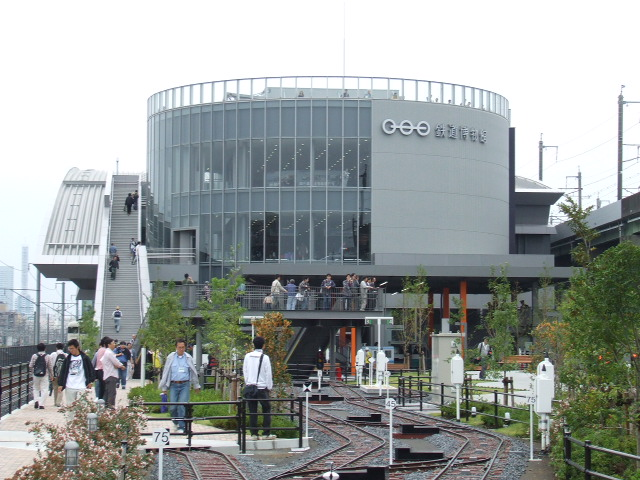
鉄道博物館

- 10月14日 - 交通博物館の後継である鉄道博物館がさいたま市大宮区の鉄道博物館（大成）駅に隣接して開館。
- 10月15日
  - 日本ボクシングコミッション、10月11日の試合で内藤大助選手に反則を繰り返した亀田大毅に対する1年間のライセンス停止、父親の亀田史郎に対するセコンドライセンス無期限停止、および所属している協栄ジムの金平桂一郎会長に対するクラブオーナーの資格停止3か月の各処分を発表。
  - 長野県小諸市の宗教法人紀元会信者が暴行を受け9月25日に死亡した問題で、同教団の幹部および信者21人を逮捕[12]。
- 10月16日 - 兵庫県加古川市で7歳の女児が自宅に帰宅直後、何者かに刺殺される。
- 10月19日 - 16日午後4時10分ごろ、神奈川県平塚市中原一丁目のスーパー西友平塚店で、小学校3年の男児がエスカレーターで首を挟まれ意識不明の重体となった。

- 10月20日
  - 朝日新聞社が、日本交通管理技術協会と凸版印刷との間の架空取引をスクープ報道。
  - 関西国際空港で、エア・カナダ機が管制官の許可なく日本航空機着陸直前の滑走路に進入、日航機が着陸をやり直す事態に。航空・鉄道事故調査委員会が重大インシデントとして調査。
- 10月26日 - 英会話学校NOVAを運営する株式会社ノヴァが会社更生法適用を申請し営業を停止。のちにジー・エデュケーションに経営譲渡し、同社が「NOVA」のブランドを引き継ぐ。
- 10月28日 - 滋賀県栗東市に建設が予定されていた東海道新幹線びわこ栗東駅の建設中止が正式決定。
- 10月29日 - おしゃれ用品のカラーコンタクトで1か月で27件の病気を引き起こしていたことが判明し経済産業省と厚生労働省、製品評価技術基盤機構は警告表示を義務化する方向で対策に乗り出した。
- 10月30日 - 携帯電話事業に新規参入予定だったアイピーモバイルが倒産、総務省に事業免許返上。
- 10月31日 - 1991年11月25日の試験放送開始以来、1994年11月25日のNHK・民放各局共同の実用化試験放送、2000年12月1日のNHK単独の本放送へと引き継いだBS9chによる衛星アナログハイビジョンテレビの放送が終了（24時をもって完全停波）。

### 11月
- 11月1日
  - この日現在の75歳以上の推計人口が1276万人と、統計を取り始めて以来初めて全人口の1割を超える。
  - プロ野球日本選手権シリーズで中日ドラゴンズが北海道日本ハムファイターズを4勝1敗で破り実に53年ぶり2回目の日本一。この試合において山井大介と岩瀬仁紀による参考記録ながら継投での完全試合を達成。
- 11月4日 - 小沢一郎民主党党首が辞意を表明、のちに党幹部の慰留により撤回。
- 11月8日
  - 佐賀県武雄市で入院患者が人違いで指定暴力団・道仁会系の男に射殺される佐賀入院患者射殺事件が発生。
  - 関東学院大学ラグビー部の部員2名が自宅マンションで大麻草を栽培していたとして逮捕、同大学は関東大学ラグビーリーグ戦グループで首位だったがその後の試合を2008年3月まで自粛、春口広監督は引責辞任。
- 11月10日 - 13日 - 第20回ねんりんピック茨城開催。
- 11月16日
  - 徳島刑務所で受刑者が刑務官に集団暴行。
  - 香川県坂出市の民家で姉妹と祖母が殺害される事件が発生。
- 11月20日 - 日本に入国する16歳以上の外国人の指紋採取および顔写真撮影検査義務化。
- 11月21日 - 京都大学の山中伸弥教授が、ヒトの人工多能性幹細胞（iPS細胞）の作成に成功したと発表。
- 11月22日
  - 防衛省、過大請求を恒常的に行っていた山田洋行に対し取引停止処分。（山田洋行事件）
  - ミシュランが、欧米以外で初となるミシュランガイド東京を発表。
- 11月23日 - 十勝岳連峰・上ホロカメットク山で雪崩発生、登山客4人が死亡。
- 11月25日 - 高知県知事選挙で、尾﨑正直が初当選。
- 11月28日
  - 前防衛事務次官の守屋武昌とその妻が収賄容疑で東京地方検察庁に逮捕。
  - 横浜市の崎陽軒が、シューマイなどの原材料不正表示で製造・販売を中止。
- 11月29日 - 法務省、死刑執行した死刑囚の氏名公表を決定。12月7日に死刑執行された3名から公表を開始。

### 12月
- 12月1日
  - BSデジタル局のBS9の停波に伴い、BSイレブンとトゥエルビが開局。またBS局キー局5局のS2放送とS3放送の許可免許の交付により、1つの局で最大3つの番組が放送可能となる。
  - 宮崎県、鹿児島県、神奈川県で、たばこICカードTaspoの申し込み受付開始。
- 12月7日
  - 胡錦涛中国共産党総書記、民主党訪中団と会談。
  - 藤沢市母娘ら5人殺害事件（警察庁広域重要指定112号事件・1981年 - 1982年）の加害者（2004年に死刑確定・東京拘置所在監）ら死刑囚3人の刑が執行された。法務大臣・鳩山邦夫は同日、法務省として公式に「執行された死刑囚の氏名・犯罪事実の概要・執行場所」を初めて公表した。
- 12月10日 - 改正遺失物法施行。明治時代に制定された旧法の現代語化と同時に、保管期間の短縮や、遺失物のインターネット公開などの改正が行われた。
- 12月12日
  - 厚生年金保険料を給与から天引きされながら、事業主が保険料を納付せず着服したため給付を受けられない人への年金支給を可能とする議員立法「厚生年金保険料納付特例法」が参議院で可決成立。
  - 漢字の日。2007年を表す漢字には「偽」が選ばれた。
- 12月13日 - 音楽グループチューリップが出身地である福岡市で行われたコンサートを最後に解散。
- 12月14日
  - 警視庁、世田谷一家殺害事件など3事件を公費懸賞金対象事件に認定。
  - 長崎県佐世保市のスポーツクラブ「ルネサンス佐世保」で37歳の男が散弾銃を乱射、スイミングスクールの女性インストラクターと犯人の知人計2人が死亡、児童ら6人が怪我。犯人は翌15日早朝、市内の教会近くで自殺。
- 12月17日 - 社会保険庁、年金加入者・受給者全員に保険料の納付記録を知らせる「ねんきん特別便」の発送開始。
- 12月19日 - 警視庁丸の内警察署東京駅前交番で、32歳の巡査部長が拳銃自殺。
- 12月20日 - 神奈川県警察、霊感商法の疑いのある山梨県甲斐市の有限会社「神世界」や関係10か所を家宅捜索。同県警警視の関与も判明[13]。
- 12月21日 - 茨城県神栖市の三菱化学鹿島事業所コンビナートで爆発炎上事故、1人死亡。
- 12月22日 - 京浜東北線で、E233系営業運転開始。
- 12月31日 - 第58回NHK紅白歌合戦

## 社会

### 経済
- 国際的に原油価格が大きく上昇。レギュラーガソリンの販売価格が150円を越す。原油高の影響でインスタント食品や冷凍食品、菓子類、飲料水、油、紙などの価格が相次いでバブル期以来の値上げとなった。
- 2007年問題：いわゆる団塊の世代が大量に定年退職をむかえることをいう。また、これとは別に大学入試の入学志願者数と定員数が同じになる大学全入時代に突入し、人気のない大学が倒産することも考えられる（なお、これは2009年問題とされる場合もある）。

## 自然科学
- 京都大学の山中伸弥教授が人工多能性幹細胞（iPS細胞）の作成に成功したと11月21日に発表。この成果により、2012年には日本人として25年ぶり史上2人目となるノーベル生理学・医学賞を受賞している。

## 文化と芸術

### 流行

#### 流行語
ユーキャン新語・流行語大賞
以下に本年の受賞語を列記する。なお、肩書きや役職などは受賞当時のものである。
- 年間大賞
  - 「(宮崎を) どげんかせんといかん」（東国原英夫 〈宮崎県知事〉）
  - ハニカミ王子（石川遼 〈プロゴルファー〉）
- トップテン入賞
  - (消えた) 年金（舛添要一 〈厚生労働大臣〉）
  - 「そんなの関係ねぇ」（小島よしお）
  - 「どんだけぇ〜」（IKKO 〈メイクアップアーティスト〉）
  - 『鈍感力』（渡辺淳一 〈作家〉）
  - 食品偽装
  - ネットカフェ難民（川崎昌平 〈『ネットカフェ難民』著者〉）
  - 大食い（ギャル曽根）
  - 猛暑日（瀧沢寧和 〈熊谷市直実商店会会長〉）

#### ファッション
- 女性のファッションでは、ワンピースやショートパンツ（短パン）、カラータイツ、ショートブーツなどが流行した。

### 建築

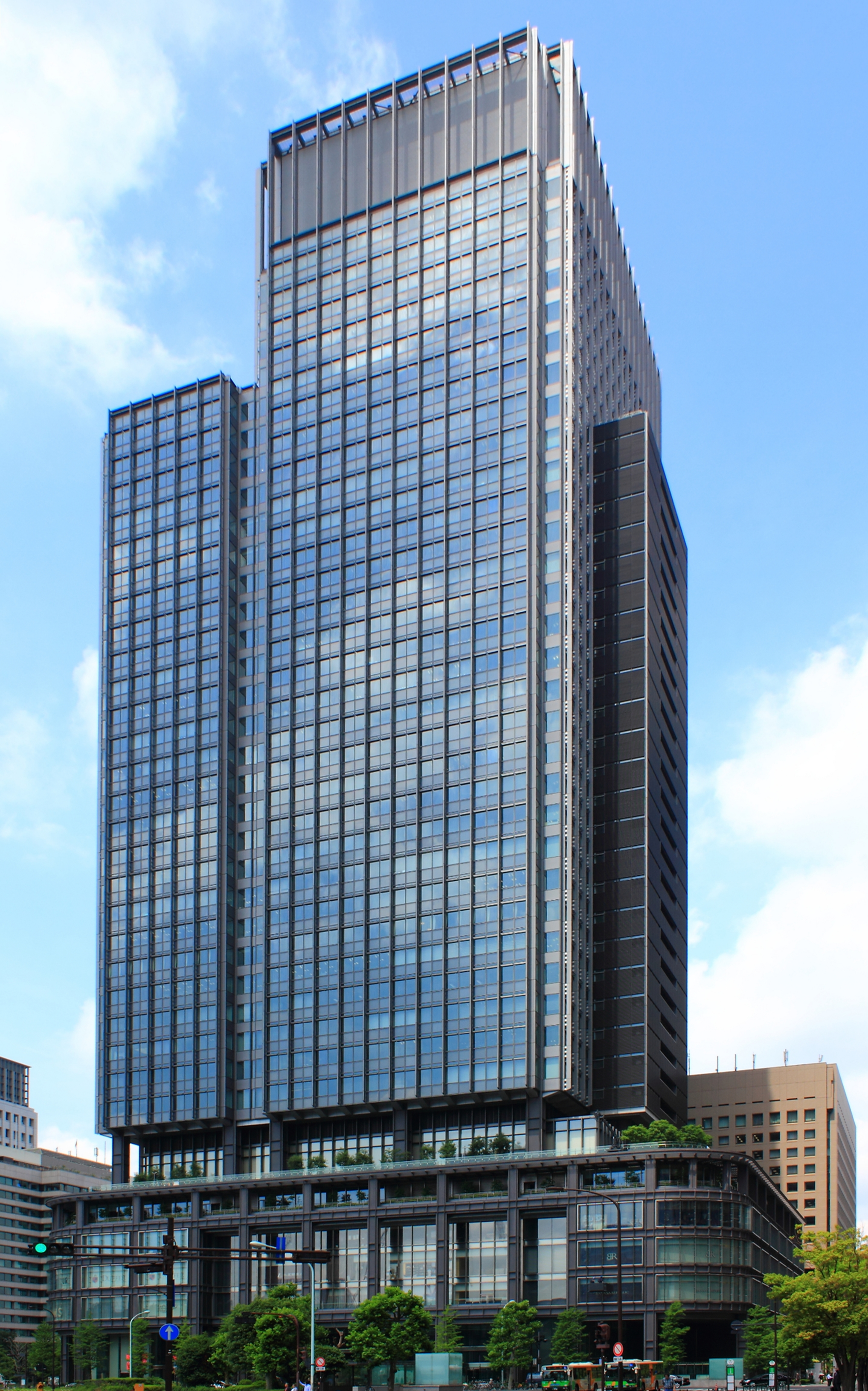
新丸の内ビルディング

竣工
- 4月19日 - 新丸の内ビルディング

解体

### 音楽
- 1989（テイラー・スウィフト）
- 秋川雅史『千の風になって』がオリコン年間トップ（2006年5月24日発売）。
- 1月17日 - 『Rolling star』（YUI）
- 1月17日 - 『Lovers Again』（EXILE）
- 1月24日 - 『ウエディング・ソング』（斉藤和義）
- 1月24日 - 『フェイク』（Mr.Children）
- 2月14日 - 『TRAIN』（ストレイテナー）
- 2月21日 - 『Love so sweet』（嵐）
- 2月21日 - 『Sugarless GiRL』（capsule）。同アルバムに『Starry sky』収録。
- 2月28日 - 『Flavor Of Life』（宇多田ヒカル）。TBS系列ドラマ『花より男子2（リターンズ）』のイメージソング及び挿入歌。
- 2月28日 - 『WINDING ROAD』（絢香×コブクロ）
- 3月7日 - 『CHE.R.RY』（YUI）
- 3月14日 - 『ぶっ生き返す』（マキシマムザホルモン）。同アルバム収録の『絶望ビリー』は日本テレビ系アニメ『DEATH NOTE』第2期エンディングテーマ、『What's up, people?!』は同アニメの第2期オープニングテーマ、『アカギ』は日本テレビ系アニメ『闘牌伝説アカギ 〜闇に舞い降りた天才〜』エンディングテーマ。
- 3月21日 - 『蕾』（コブクロ）
- 4月4日 - 『we are the handclaps E.P.』（the telephones、1stミニアルバム）
- 4月11日 - 『東京にもあったんだ』（福山雅治）。映画『東京タワー 〜オカンとボクと、時々、オトン〜』主題歌。
- 4月11日 - 『ズッコケ男道』（関ジャニ∞）
- 5月16日 - 『ドラマチック』（Base Ball Bear）。TBS系アニメ『おおきく振りかぶって』第1期オープニングテーマ。
- 5月16日 - 『愛唄』（GReeeeN）
- 5月16日 - 『明日晴れるかな』（桑田佳祐）
- 5月23日 - 『ちっぽけな勇気』（FUNKY MONKEY BABYS）
- 6月6日 - 『睡蓮花』（湘南乃風）
- 6月27日 - 『PLAY』（安室奈美恵）。同アルバムに『Baby Don't Cry』収録。
- 6月27日 - 『ワルツを踊れ Tanz Walzer』（くるり）。同アルバムに『JUBILEE』、『言葉はさんかく こころは四角』（映画『天然コケッコー』主題歌）収録。
- 6月27日 - 『また君に会える』（ケツメイシ）
- 7月25日 - 『EASY ACTION』（BOOM BOOM SATELLITES）
- 7月25日 - 『イケナイ太陽』（ORANGE RANGE）
- 8月22日 - 『LIFE』（中島美嘉）。フジテレビ系ドラマ『ライフ』主題歌。
- 8月31日 - キャラクター・ボーカル・シリーズ第一弾となる「初音ミク」がクリプトン・フューチャー・メディアより発売される。
- 9月12日 - 『ポリリズム』（Perfume）
- 10月3日 - 『OK』（MEG）
- 10月10日 - 『空洞です』（ゆらゆら帝国）
- 10月10日 - 『Discommunication e.p.』（9mm Parabellum Bullet）
- 10月19日 - 『EXIT』（トクマルシューゴ）
- 10月24日 - 『生命力』（チャットモンチー）。同アルバムに『シャングリラ』、『とび魚のバタフライ』、『橙』、『女子たちに明日はない』収録。
- 10月24日 - 『debut』（辻井伸行）
- 10月24日 - 『花の名』、『メーデー』（BUMP OF CHICKEN）
- 10月31日 - 『旅立ちの唄』（Mr.Children）
- 11月7日 - 『若者のすべて』（フジファブリック）
- 11月14日 - 『罠』（THE BACK HORN）
- 11月21日 - 『俺たちの明日』（エレファントカシマシ）
- 11月21日 - 『Keep the faith』（KAT-TUN）
- 11月21日 - 『閃光少女』（東京事変）
- 12月7日 - 『メルト』（初音ミク、作詞・作曲：ryo）

### 演劇
歌舞伎
宝塚歌劇団

### 映画
- 1月20日 - それでもボクはやってない（監督：周防正行、主演：加瀬亮）
- 1月27日 - 魂萌え!（監督：阪本順治）
- 2月4日 - ジュリエット・ゲーム（監督：鴻上尚史）
- 2月4日 - 座頭市（監督：勝新太郎）
- 3月10日 - 松ヶ根乱射事件（監督：山下敦弘）
- 3月17日 - アンフェア the movie（監督：小林義則）
- 5月13日 - 黒い雨（監督：今村昌平）
- 5月26日 - しゃべれども しゃべれども（監督：平山秀幸）
- 6月10日 - 彼女が水着にきがえたら（監督：馬場康夫）
- 6月16日 - キサラギ（監督：佐藤祐市）
- 6月23日 - アヒルと鴨のコインロッカー（監督：中村義洋）
- 6月23日 - サイドカーに犬（監督：根岸吉太郎、主演：竹内結子）
- 7月1日 - 鉄男（監督：塚本晋也）
- 7月7日 - 腑抜けども、悲しみの愛を見せろ（監督：吉田大八、主演：佐藤江梨子）
- 7月22日 - ガンヘッド（監督：原田眞人）
- 7月28日 - 天然コケッコー（監督：山下敦弘）
- 7月28日 - 夕凪の街 桜の国（監督：佐々部清）
- 8月12日 - その男、凶暴につき（監督：北野武）
- 9月8日 - サッド ヴァケイション（監督：青山真治）
- 9月8日 - HERO（監督：鈴木雅之、主演：木村拓哉）
- 9月15日 - 砂の上のロビンソン（監督・脚本：すずきじゅんいち）
- 10月7日 - 千利休 本覺坊遺文（監督：熊井啓）
- 10月27日 - クローズZERO（監督：三池崇史）
- 10月27日 - 自虐の詩（監督：堤幸彦）
- 11月3日 - あ・うん（監督：降旗康男）
- 11月3日 - ALWAYS 続・三丁目の夕日（監督：山崎貴、主演：吉岡秀隆）

### テレビ

#### ドラマ
- 大河ドラマ『風林火山』
- 1月 - 3月 『華麗なる一族』（TBS系日曜劇場）
- 1月 - 3月 『ハケンの品格』（日本テレビ系水曜ドラマ）
- 1月 - 3月 『花より男子2（リターンズ）』（TBS系金曜ドラマ）
- 2月 - 3月 『ハゲタカ』（NHK）。エランドール賞TV部門「作品賞TVガイド賞」 、ギャラクシー賞「優秀賞」。
- 4月 - 9月 NHK連続テレビ小説『どんど晴れ』
- 4月 - 6月 『帰ってきた時効警察』（テレビ朝日系金曜ナイトドラマ）
- 4月 - 6月 『プロポーズ大作戦』（フジテレビ系月9）
- 4月 - 6月 『LIAR GAME』（フジテレビ系土曜ドラマ）
- 4月 - 6月 『わたしたちの教科書』（フジテレビ系木曜劇場）。向田邦子賞。
- 7月 - 9月 『花ざかりの君たちへ〜イケメン♂パラダイス〜』（フジテレビ系火9）
- 7月 - 8月 『パパとムスメの7日間』（TBS系日曜劇場）
- 10月 - 2008年3月 NHK連続テレビ小説『ちりとてちん』
- 10月 - 12月 『医龍-Team Medical Dragon- 2』（フジテレビ系木曜劇場）
- 10月 - 12月 『歌姫』（TBS系金曜ドラマ）。ギャラクシー賞マイベストTV賞。
- 10月 - 12月 『ガリレオ』（フジテレビ系月9）
- 11月 - 2008年1月 『SP 警視庁警備部警護課第四係』（フジテレビ系土曜ドラマ）

#### 特撮
- 『仮面ライダー電王』(テレビ朝日)平成仮面ライダーシリーズ第8作。電王終了後も複数の劇場が制作されている。
- 『獣拳戦隊ゲキレンジャー』(テレビ朝日)スーパー戦隊シリーズ第31作。

#### バラエティ番組
- 『天才てれびくんMAX』の司会者が安田大サーカス（本年度と2008年度の2年間担当）、木曜生放送の司会者がハリセンボンに交代（2009年度まで3年間担当。なお、昨年度の木曜生放送の司会であった井上マーは2008年度までコーナー内とイベントのみ出演）。
- 2010年代にかけて『エンタの神様』などのバラエティ番組で、いわゆるキャラ芸人ブームが起こる。本年のように流行語大賞にノミネート・選出されることも多い（下記参照）。
- お笑いタレントでは、小島よしおやムーディ勝山、藤崎マーケット、にしおかすみこ、柳原可奈子らがブレイク。
- 『クイズ!ヘキサゴンII』に出演していたPabo（里田まい、スザンヌ、木下優樹菜）や羞恥心（つるの剛士、上地雄輔、野久保直樹）など「おバカキャラ」がブレーク。

##### お笑い
コンテスト番組の優勝者
- 上方漫才大賞
  - メッセンジャー（吉本興業）
- NHK上方漫才コンテスト
  - プラス・マイナス（吉本興業）
- ABCお笑い新人グランプリ　最優秀新人賞
  - 鎌鼬（現・かまいたち）（吉本興業）
- 爆笑オンエアバトル チャンピオン大会（NHK、2006年度）
  - NON STYLE（吉本興業）
- M-1グランプリ（テレビ朝日系）
  - サンドウィッチマン（当時フラットファイヴ）[注 4]
- R-1ぐらんぷり（フジテレビ系）
  - なだぎ武（吉本興業）

### アニメ
アニメーション映画
- 3月3日 - 秒速5センチメートル（監督：新海誠）
- 3月10日 - ドラえもん のび太の新魔界大冒険 ～7人の魔法使い～（監督：寺本幸代）
- 7月14日 - 劇場版ポケットモンスター ダイヤモンド&パール ディアルガVSパルキアVSダークライ（監督：湯山邦彦）
- 7月28日 - 河童のクゥと夏休み（監督：原恵一）。文化庁メディア芸術祭アニメーション部門大賞。
- 9月1日 - ヱヴァンゲリヲン新劇場版:序（総監督：庵野秀明）

テレビアニメ
- 2月4日 - 『古代王者 恐竜キング Dキッズ・アドベンチャー』『Yes!プリキュア5』放送開始
- 4月1日 - 『天元突破グレンラガン』放映開始。文化庁メディア芸術祭アニメーション部門優秀賞。
- 4月5日 - 『DARKER THAN BLACK -黒の契約者-』放映開始
- 4月 - 『瀬戸の花嫁』放映開始
- 4月 - 『らき☆すた』放映開始
- 5月12日 - 『電脳コイル』放映開始。文化庁メディア芸術祭アニメーション部門優秀賞。
- 7月 - 『モノノ怪』放映開始
- 7月26日 - 『BACCANO！ バッカーノ！』放映開始
- 10月 - 『ef - a tale of memories.』放映開始
- 10月 - 『CLANNAD』放映開始
- 10月 - 『みなみけ』放映開始

OVA

### インターネット
開設
- 9月10日 - pixiv

## スポーツ

### 総合競技大会
- 第62回国民体育大会 (秋田わか杉国体)
- 第7回全国障害者スポーツ大会 (秋田わか杉大会)

### 各競技

#### モータースポーツ
- 全日本選手権フォーミュラ・ニッポン - 松田次生
- 全日本F3選手権 - 大嶋和也
- SUPER GT
  - GT500 - 伊藤大輔、ラルフ・ファーマン
  - GT300 - 大嶋和也、石浦宏明

## 誕生

### 1月
- 1月1日 - 深田茉莉、スノーボード選手
- 1月5日 - 杉浦優來、Lucky²、元lovely²、女優
- 1月21日 - 天野香乃愛、≒JOY
- 1月26日 - 愛瀬りお、ファッションモデル、erewhon
- 1月28日 - 山﨑玲奈、タレント
- 1月30日 - 江端妃咲、Juice=Juice

### 2月
- 2月5日 - 秋本レイラニ、ファッションモデル、女優
- 2月7日 - 市ノ瀬アオ、821、ファッションモデル
- 2月14日 - 正源司陽子、日向坂46
- 2月14日 - 海邉朱莉、乃木坂46
- 2月17日 - 堰沢結衣、女優、ファッションモデル
- 2月28日 - 安藤美優、女優

### 3月
- 3月1日 - 橘真琴、仮面女子イースターガールズ
- 3月3日 - 葉月紗蘭、高嶺のなでしこ
- 3月3日 - 月野ゆな
- 3月8日 - 田仲埜愛、モデル
- 3月12日 - 近藤利樹、ウクレレ奏者
- 3月14日 - 迫姫華、STU48
- 3月17日 - 松尾愛月
- 3月20日 - 小久保柚乃、私立恵比寿中学
- 3月27日 - 豊嶋花、女優

### 4月
- 4月4日 - 本田紗来、女優、フィギュアスケート選手、元子役
- 4月9日 - 森﨑美月、子役、ファッションモデル
- 4月17日 - 小津玲奈、乃木坂46
- 4月18日 - 花咲美春、RepiDoll
- 4月22日 - 佐藤和花、重量挙げ選手
- 4月23日 - りきまる、俳優、歌手 (STA*M)
- 4月26日 - だてぃが、シンガーソングライター
- 4月28日 - 葛西杏也菜、ファッションモデル
- 4月29日 - 松島輝空、卓球選手

### 5月
- 5月5日 - 大野愛実、日向坂46
- 5月10日 - 柳美舞、ばってん少女隊
- 5月14日 - 渡辺未優、元lovely²、女優
- 5月25日 - 長嶋凛桜、乃木坂46
- 5月29日 - 仲村悠菜、私立恵比寿中学
- 5月30日 - 中山あやか、ファッションモデル
- 5月31日 - 井口虹姫、ファッションモデル

### 6月
- 6月17日 - 河村果歩、ファッションモデル
- 6月24日 - 藤咲碧羽、歌手、女優、タレント
- 6月25日 - 向井怜衣、タレント、女優
- 6月27日 - 小川彩、乃木坂46
- 6月30日 - 近藤藍月、ファッションモデル

### 7月
- 7月15日 - 羽村仁成、ジャニーズJr.
- 7月19日 - 加藤憲史郎、子役
- 7月26日 - 財部友吾、俳優、歌手 (STA*M)
- 7月26日 - 岩永唯伽、キックボクサー
- 7月30日 - ギャオス内藤、2代目

### 8月
- 8月1日 - 高井俐香、日向坂46
- 8月3日 - 石川花、ファッションモデル、歌手
- 8月4日 - 太田梨香子、女優、声優
- 8月4日 - 犬飼恋彩、ファッションモデル
- 8月10日 - 筒井澪心、OCHA NORMA
- 8月19日 - 百田汐里、グラビアアイドル
- 8月22日 - 涼海すう、高嶺のなでしこ
- 8月25日 - 風見和香、私立恵比寿中学
- 8月30日 - 西矢椛、スケートボーダー

### 9月
- 9月1日 - 松本わかな、アンジュルム
- 9月1日 - 梅津美琴、女流棋士
- 9月2日 - 瓶野神音、元NMB48
- 9月3日 - 森本くるみ、SKE48
- 9月4日 - 渡邉心結、女優
- 9月5日 - 桜井えま、私立恵比寿中学
- 9月8日 - 池端杏慈、ファッションモデル、女優
- 9月12日 - 太田捺、近代五種競技選手
- 9月16日 - 中川智尋、櫻坂46
- 9月18日 - 熊谷俊輝、俳優、声優
- 9月18日 - 瀬乃真帆子、インフルエンサー
- 9月21日 - 平澤宏々路、女優
- 9月22日 - 佐藤栞奈、Lucky²、女優

### 10月
- 10月26日 - 梅谷心愛、演歌歌手
- 10月27日 - 椎名あやね、RepiDoll
- 10月29日 - 細川愛沙、モデル

### 11月
- 11月15日 - 野崎結愛、おにぱんず！、元さくら学院
- 11月16日 - ドルーリー朱瑛里、陸上競技選手
- 11月17日 - 田代輝、俳優
- 11月24日 - 比嘉優和、Lucky²、女優
- 11月26日 - 希空、YouTube、TikToker
- 11月29日 - 稲葉あずさ、プロレスラー

### 12月
- 12月8日 - 宇佐美空来、マジカル・パンチライン
- 12月13日 - 川嶋美楓、Juice=Juice
- 12月15日 - 髙木謠、フィギュアスケート選手
- 12月17日 - 白鳥晴都、俳優
- 12月17日 - 西尾希美、グラビアアイドル
- 12月20日 - 豫風瑠乃、つばきファクトリー
- 12月20日 - みやぞん、2代目
- 12月21日 - 大山蓮斗、子役、YouTuber (ゆるゆる学級)
- 12月22日 - 足川結珠、ファッションモデル、女優

### 人物以外
- 5月18日 - ハートくん、チワワ
- 5月24日 - まる、タレント猫
- 10月20日 - 柴犬まる、柴犬（+2024年）
- 10月21日 - オウジ、アジアゾウ（+ 2012年）